# Yad Vashem
(Isaia 56,5)
Yad Vashem (in ebraico יד ושם‎?) è l'Ente nazionale per la Memoria della Shoah di Gerusalemme, istituito per «documentare e tramandare la storia del popolo ebraico durante la Shoah preservando la memoria di ognuna delle sei milioni di vittime», nonché per ricordare e celebrare i non ebrei di diverse nazioni che rischiarono le loro vite per aiutare gli ebrei durante la Shoah e certificati al 1º gennaio 2022 in 28 217 persone. Fondato il 19 agosto 1953 con la Legge del memoriale approvata dal parlamento israeliano, il sito che ospita tutte le strutture del Memoriale è stato costruito sul versante occidentale del Monte Herzl ("Monte della Memoria" o "Monte del Ricordo") della foresta di Gerusalemme, a 804 metri sul livello del mare, con un museo storico che occupa un'area di 4 200 m² con strutture prevalentemente sotterranee.
L'organizzazione dei compiti è demandata alle diverse sezioni dell'ente, che comprende fra l'altro: gli archivi storici, gli istituti di ricerca sulla shoah, la scuola per gli studi sull'olocausto, una corposa biblioteca, oltre che i memoriali e diversi spazi, alcuni espositivi e museali e altri consistenti in rappresentazioni e giardini di grande valore simbolico per gli ebrei.
Dopo il Muro del Pianto, il Memoriale dell'Olocausto e degli eroi, il principale museo dedicato al ricordo dell'Olocausto nel mondo, è il secondo sito turistico più visitato di Israele con oltre due milioni di visitatori l'anno.
Nominato ad agosto 2021, presidente di Yad Vashem è l’ex console generale israeliano a New York, Dani Dayan che «va a ricoprire un incarico rimasto vacante dal 2020 in seguito alle dimissioni di Avner Shalev» che aveva guidato Yad Vashem per 27 anni.

## Il nome e i punti cardine dello statuto di Yad Vashem
Il nome del Memoriale, si basa su due parole: monumento e nome, rispettivamente in ebraico "Yad יד" e "Shem שם", pronunciate da Dio nella promessa fatta a tutti i suoi servitori nel Tanakh e riportata dal profeta Isaia (יְשַׁעְיָהוּ) in Isaia 56,5 che recita:
«Io darò loro, nella mia casa e tra le mie mura, un monumento (yad) e un nome (shem) più che se fossero figli e figlie; io darò loro un nome eterno che non sarà mai cancellato».
Il nome Yad Vashem significa letteralmente "un monumento e un nome". Il nome dell'Ente si prefigge perciò di celebrare e commemorare con un luogo fisico e con un nome letterale, tutti coloro che sono meritevoli di ricordo.
Yad Vashem è basato per statuto su un programma che prevede cinque principali classi meritevoli di ricordo e commemorazióne. Queste sono:

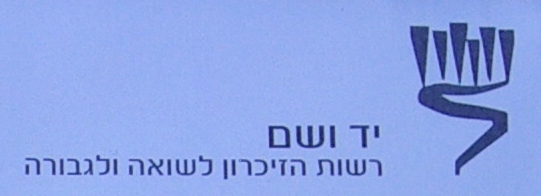
L'emblema di Yad Vashem

1. I sei milioni di Ebrei uccisi dai Nazisti e dai loro collaboratori.
2. Le Comunità Ebraiche e le loro istituzioni che sono state fatte scomparire e distrutte.
3. Il valore e l'eroismo dei soldati e dei combattenti partigiani.
4. I figli e le figlie del popolo Ebraico che hanno lottato per la loro dignità umana.
5. I "Giusti tra le nazioni" che hanno rischiato le loro vite per salvare Ebrei.

## Obiettivi
È il 1957 quando il Memoriale apre al pubblico, ovvero nove anni dopo la nascita dello Stato di Israele e circa quindici anni dopo l'Olocausto. Il Memoriale è fondato su un obiettivo principe, un "dovere" cardine che ha a che fare con tutta la cultura ebraica e la sua identità: il ricordo.

Un ricordo, quello di Yad Vashem, non fine a se stesso e inteso come solo atto cognitivo, ma che deve implicare "azioni". Shira Magen, dell'International School for Holocaust Studies di Gerusalemme così lo spiega:

Lavori in una sala conferenze di Yad Vashem

«Nella tradizione ebraica l'ordine di ricordare è categorico. Questo dovere, però, non si esaurisce con l'atto cognitivo del ricordare, ma deve essere connesso sia al suo significato, sia all'azione che esso implica. Oggi noi che abbiamo il ricordo inciso nei nostri cuori e nella nostra carne, dobbiamo passare la fiaccola della memoria alla prossima generazione. Vi tramandiamo anche la lezione fondamentale dell'ebraismo, quella per cui l'esercizio della memoria deve andare di pari passo con fini etici e morali. Questo deve essere il fondamento e il fulcro delle vostre energie per poter creare un mondo migliore.»
Yad Vashem è stato ideato, realizzato, ed esiste, proprio in funzione del "Ricordo" e della "Memoria" da preservare e tramandare alle generazioni future. Memoria basata, secondo la filosofia del Memoriale, su quattro principali fondamenti che implicano azioni ben precise: «commemorazione, documentazione, istruzione, ricerca e divulgazione», che di fatto poi sono i reali obiettivi dell'Ente. Questi obiettivi sono realizzati con diversi mezzi e da diversi dipartimenti concentrati nella vasta area del Memoriale.

## Storia
(Avner Shalev)

### 1953: l'inizio
L'abbozzo di un progetto per un Memoriale dedicato all'Olocausto in patria ha radici negli anni della seconda guerra mondiale, ovvero quando agli ebrei della Palestina giungono dall'Europa i primi rapporti sulle persecuzioni e sullo sterminio sistematico del popolo ebraico. Nel settembre 1942 il nome "Yad Vashem" è fatto per la prima volta da Mordecai Shenhavi, membro del kibbutz Mishmar HaEmek in una riunione del Fondo Nazionale Ebraico.
Nell'agosto del 1945, l'iniziativa viene ridiscussa ed approfondita in una riunione di capi sionisti a Londra. La riunione è presieduta da David Remez, partecipano Shlomo Zalman Shragai, Baruch Zuckerman e lo stesso Mordecai Shenhavi. A febbraio 1946 Yad Vashem apre un ufficio a Gerusalemme e una filiale a Tel Aviv, e nel giugno dello stesso anno convoca la sua prima sessione plenaria. Nel luglio del 1947 si tiene la Prima Conferenza sull'Olocausto presso l'Università Ebraica di Gerusalemme. Il 14 maggio 1948 con la dichiarazione d'indipendenza israeliana è annunciata la nascita del nuovo Stato ebraico chiamato Stato di Israele, la guerra arabo-israeliana del 1948 che ne segue porta l'organizzazione del Memoriale a una condizione di stallo. Cinque anni dopo, però, ovvero nel 1953, il Parlamento israeliano approva all'unanimità una legge che istituisce «la fondazione Yad Vashem a Gerusalemme» e «la Autorità per la memoria dei Martiri e gli Eroi».

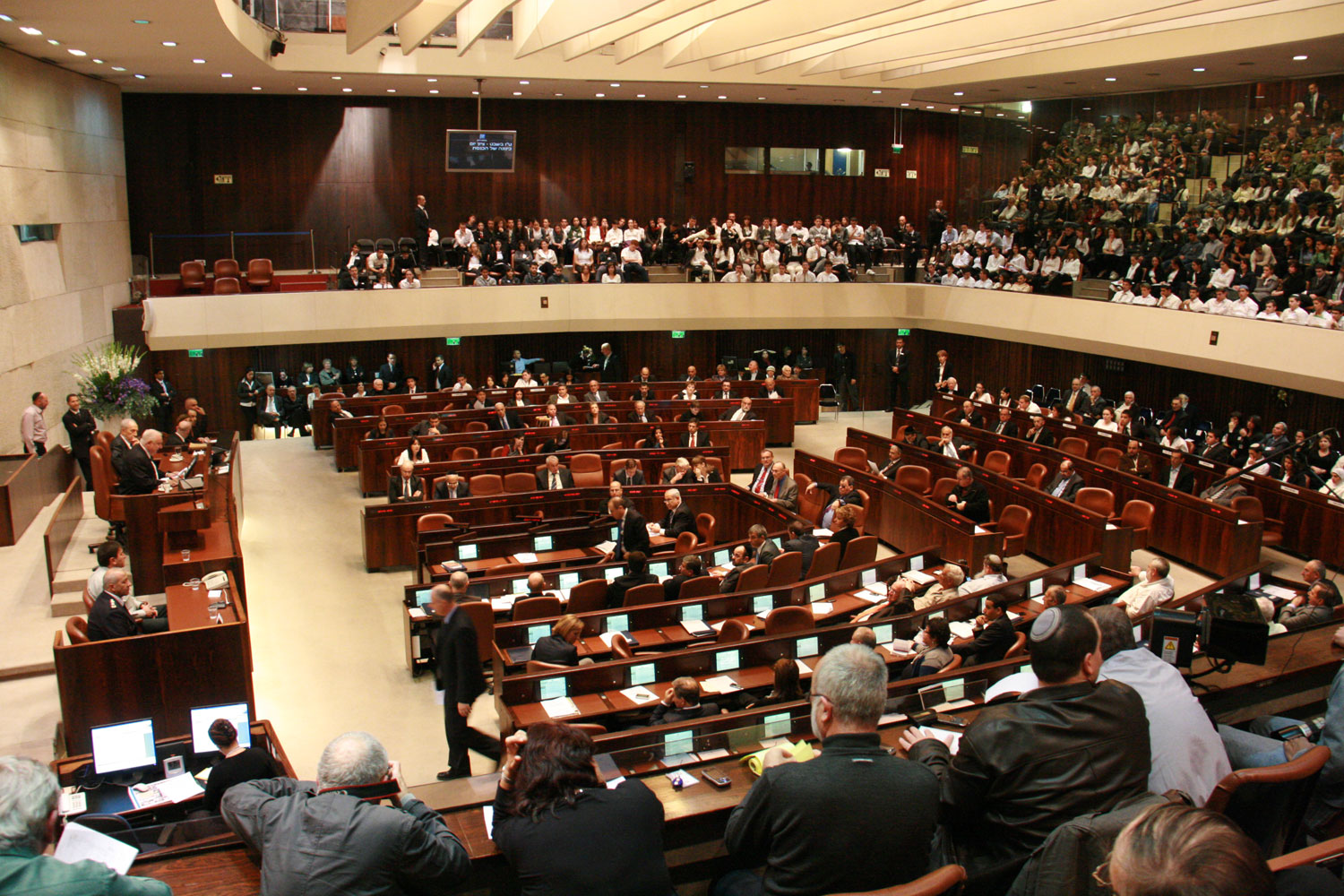
Il Parlamento israeliano (Knesset) - Gerusalemme 2010. Nel 1953 il Knesset approva all'unanimità la legge che istituisce, «la fondazione Yad Vashem»

I lavori del Memoriale iniziano il 29 luglio 1954. Il sito scelto per la costruzione del memoriale per Israele è altamente simbolico: il monte Herzl, (in ebraico, הר הזכרון, Har HaZikaron, Monte della Memoria o del Ricordo), della foresta di Gerusalemme. Il nome del monte celebra Theodor Herzl a cui è dedicato anche un mausoleo in cima alla sommità del monte. Qui c'è anche un grande cimitero militare e le tombe di importanti personalità: padri fondatori dello Stato, politici e sionisti, fra cui lo stesso fondatore del movimento sionista Herzl, e primi ministri di Israele come Levi Eshkol, Golda Meir, Yitzhak Rabin e Menachem Begin. Scendendo dal monte, la «collina orientata verso Gerusalemme», ovvero il versante occidentale, sarà il luogo destinato alla costruzione del Memoriale Yad Vashem.
Nel 1957, quando il «Memoriale Nazionale Israeliano dell'Olocausto» apre per la prima volta i battenti al pubblico, per soddisfare ed assolvere il punto principale del suo statuto, quello «di commemorare l'eredità di ogni singolo Ebreo che morì per mano dei Nazional Socialisti e dei loro collaboratori», concentra da subito l'attenzione sulla ricerca e la catalogazione delle testimonianze riguardanti quei morti. «Le Pagine della Testimonianza [...] conservate quali memoriali permanenti» sono ricercate presso gli stessi sopravvissuti, presso i parenti o gli amici di quelle vittime. Nel 1959, la Knesset sancisce, tramite una legge, Yad Vashem come istituzione pubblica.
Nel 1963, Yad Vashem elabora «un progetto di importanza mondiale per attribuire il titolo di Giusto tra le Nazioni a quelle persone che, non essendo di religione ebraica, si siano impegnate - a rischio della propria vita, e senza ricevere né chiedere alcun vantaggio economico - per porre in salvo le vite di ebrei durante gli anni terribili della Shoah. A questo scopo è stata istituita un'apposita commissione, a capo della quale siede un giudice a riposo della corte suprema israeliana. È questa commissione a valutare caso per caso ed, esaminati tutti i documenti esibiti come prova, decide se a una persona possa o meno spettare il titolo Giusto tra le Nazioni».

### 2005: Il nuovo Yad Vashem
(Elie Wiesel nell'intervento della inaugurazione)
Alla presenza del segretario generale delle Nazioni Unite Kofi Annan, del presidente israeliano Moshe Katsav, del primo ministro Ariel Sharon, del sopravvissuto all'olocausto, scrittore e Premio Nobel Elie Wiesel, e di Capi di Stato e di Governo di 15 paesi, oltre che a 35 delegazioni di altre nazioni, il 15 marzo 2005 è inaugurato a Gerusalemme, il "nuovo" Yad Vashem, denominato anche Museo di Storia dell'Olocausto.

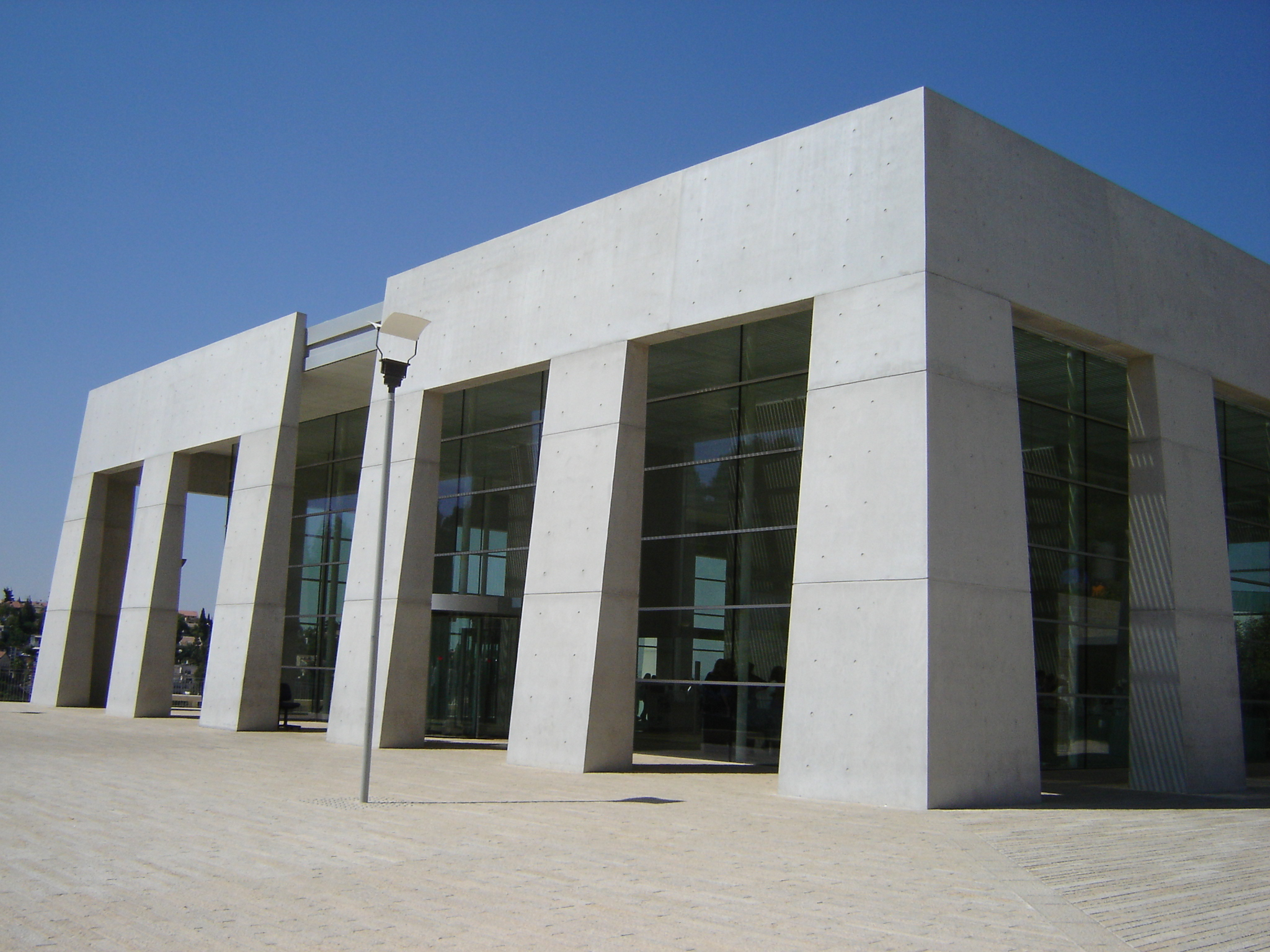
Il Visitors Center, la nuova grande struttura situata all'ingresso dell'area del Memoriale dell'architetto Moshe Safdie. Funge da centro di accoglienza, orientamento ed informazione per i visitatori. Al piano sottostante una grande caffetteria e i servizi igienici.

A dirigere il nuovo museo sarà il generale di brigata di Israele, Avner Shalev, affiancato da un consiglio presieduto dal sopravvissuto all'olocausto, accademico dell'Università di Haifa nonché vicepresidente della Knesset, Shevach Weiss.
Il nuovo Yad Vashem è opera dell'architetto israeliano naturalizzato canadese, Moshe Safdie che amplia sostanzialmente la struttura esistente con nuovi concetti di espansione architettonica che privilegiano i simboli, quadruplicando lo spazio espositivo del precedente museo, e richiedendo un lavoro che è durato otto anni (1997 - 2005).
Il nuovo Museo viene ripensato negli anni novanta per adattare le strutture esistenti e crearne delle nuove in funzione anche delle diverse esigenze che riguardano i quattro scopi principali che il museo si propone: l'educazione, la documentazione, la ricerca e la divulgazione, e la commemorazione. Nel 1993 infatti Yad Vashem dà inizio ad un programma educativo unico nel suo genere: La Scuola Internazionale per gli Studi della Shoah che ha lo scopo di formare insegnanti e studenti provenienti da tutto il mondo. Quelli sono anche gli anni in cui l'informatica viene usata massicciamente dal museo che digitalizza tutto il suo patrimonio cartaceo e crea anche il proprio sito istituzionale che diventerà presto internazionale e tradotto in più lingue: www.yadvashem.org. Vengono inoltre costruiti edifici per ospitare non solo la biblioteca, ma anche i 50.000.000 di documenti facenti parte dell'archivio.
Il progetto di ampliamento durato dieci anni fra ideazione e realizzazione ha avuto un costo finale di 100.000.000 dollari. Il nuovo Yad Vashem oltre a modificare l'aspetto estetico prodotto dal rinnovamento architettonico, cambiò anche la sua funzione fondamentale: «da luogo prevalentemente commemorativo a prevalentemente educativo».

## Memoriale Nazionale Israeliano dell'Olocausto
L'intero complesso dell'ente israeliano Yad Vashem è definito anche Memoriale Nazionale Israeliano dell'Olocausto. Nel complesso composto da diversi edifici, strutture e giardini, si trovano: Musei, memoriali, monumenti, targhe, mostre, manufatti originali, audiovisivi, immensi archivi di documenti storici originali; migliaia di testimonianze scritte delle esperienze dei sopravvissuti; fotografie originali della shoah; fotografie e nomi delle vittime per celebrarne la memoria; elenchi dettagliati di persone che a rischio delle loro vite e senza nessun interesse prestarono aiuto agli ebrei durante la shoah; due musei, una scuola internazionale per lo studio sull'olocausto; un istituto ed un centro di ricerca, quello sulla shoah e quello sulle sue conseguenze, e una sinagoga. Tutti gli elementi in mostra, consultazione e didattici sono protesi e si prefiggono di presentare la storia della shoah «da una prospettiva ebraica».
Con funzione multidisciplinare ed interdisciplinare l'area comprende dettagliatamente i seguenti principali componenti: Il Museo Storico dell'Olocausto, il Museo d'Arte dell'Olocausto, la Sala della Memoria, la Sala dei Nomi, il Memoriale dei Bambini, la Valle delle Comunità, il Giardino dei Giusti, l'Istituto Internazionale di Ricerca sull'Olocausto, una Scuola Internazionale per gli Studi della Shoah e altri elementi del museo come una corposa biblioteca con testi in diverse lingue, una sinagoga, e diversi monumenti e targhe

## Il complesso museale

La forma triangolare del nuovo museo storico dell'olocausto

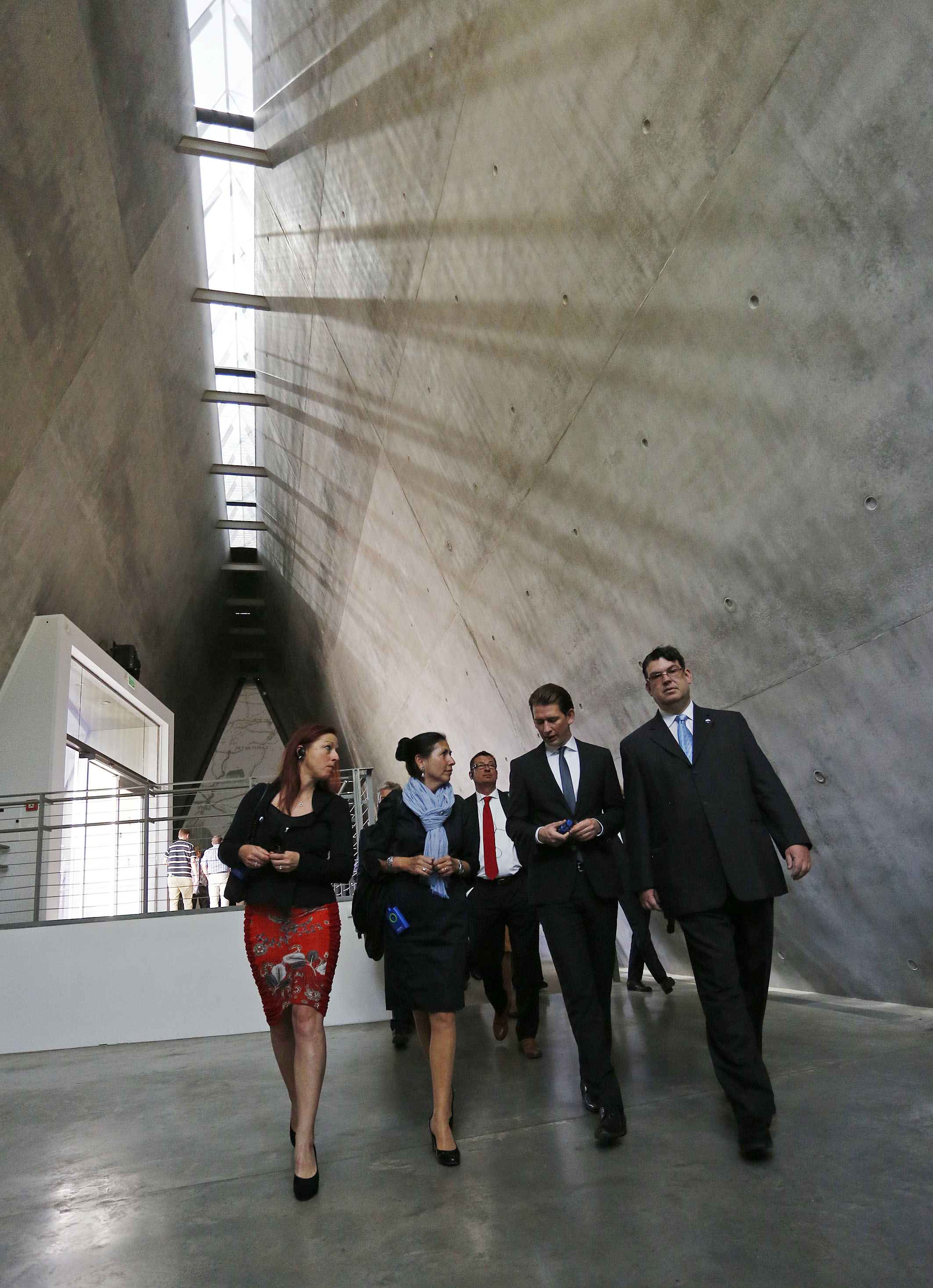
Il lungo corridoio triangolare che attraversa le dieci gallerie

### Il Museo Storico dell'Olocausto e la sua struttura triangolare

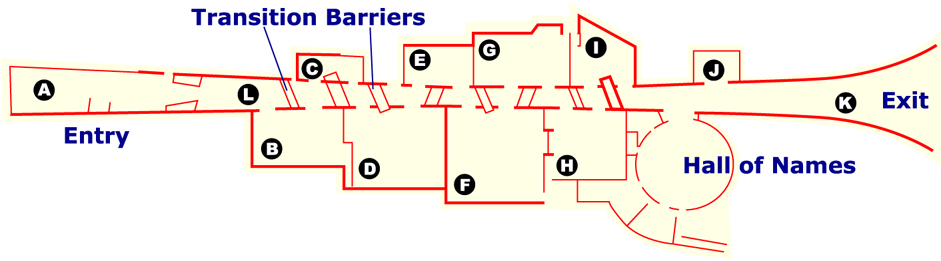
Schema delle dieci gallerie del Museo Storico dell' Olocausto (A,B,C,D,E,F,G,H,I e J)

L'architetto Moshe Safdie ha concepito e realizzato il nuovo museo, in cemento armato. Il cemento armato è stato usato per ogni parete interna ed esterna, nonché per tutto il pavimento della struttura. La parte principale del museo è costituita da «una struttura prismatica triangolare che penetra la montagna da un lato all'altro» con un percorso irregolare che si assottiglia al centro deformando la superficie e rendendo leggermente pendente il pavimento e creando «una sequenza mutevole di spazi con l'illusione di scendere in profondità nella montagna». «Una galleria di 180 metri sospesa come una lancia e incastonata nella montagna sopra Gerusalemme [...] una ferita nella montagna, una ferita nel cuore di Israele».
Appena poi il percorso si avvicina all'uscita nord, il pavimento sembra risalire e la struttura prismatica, fino ad allora assottigliata lungo il "normale" percorso, si "riapre" nuovamente fino a raggiungere l'uscita della montagna in un panorama e una vista suggestiva della moderna Gerusalemme. L'illuminazione studiata e realizzata su intensi contrasti è un'altra peculiarità di questa parte del museo. La struttura infatti contrasta fra le due parti luminose all'aria aperta (inizio e fine del prisma) e tutta la parte del museo buia e "sprofondata" nelle viscere della montagna, adatta per le presentazioni multimediali che si trovano nel percorso, eccezion fatta da un singolo grande lucernario in vetro lungo 200 metri. All'interno delle "gallerie" poste ai lati del prisma, diverse mostre illuminate soprattutto da una luce diffusa.
Il museo ha dieci gallerie collocate lungo i due lati della struttura a prisma e che fanno riferimento alle comunità ebraiche che esistevano prima della shoah. Queste gallerie documentano in sequenza: la presa di potere del regime nazista, la emarginazione degli ebrei nei ghetti e quindi il loro sterminio. «Le esperienze personali ed i sentimenti delle vittime dell'olocausto costituiscono il fondamentale criterio espositivo del museo». Copiosa la testimonianza di fotografie e gigantografie, filmati, lettere, documenti, frammenti di diari di bambini, teche espositive di oggetti dei deportati, bandiere e stendardi, mappe, pannelli esplicativi e reperti di grandi dimensioni come per esempio una delle barche utilizzate dai danesi per fare fuggire in Svezia gli ebrei perseguitati.

#### Le gallerie del Museo Storico
Per l'allestimento delle dieci gallerie sono stati chiamati importanti artisti israeliani che hanno studiato nei dettagli i diversi elementi da esporre. Una fra questi è stata la nota artista esperta in video, fotografia e cinema, Michal Rovner famosa per i suoi molti lavori e mostre in ogni parte del mondo, e per aver rappresentato Israele alla Biennale di Venezia
.
La Rovner ha curato l'ingresso del prisma, considerato come la prima delle dieci gallerie del museo storico. Con un video proiettato su 13 metri di altezza documenta la vita e le condizioni degli ebrei prima dell'inizio dell'olocausto. Per creare la giusta atmosfera riguardante quel mondo scomparso, l'artista israeliana ha "fuso" nel montaggio diversi spezzoni provenienti da vecchi filmati di vita quotidiana ebraica appartenenti a comunità e città diverse. La mostra analizza il periodo storico che va dal 1900 al 1933.

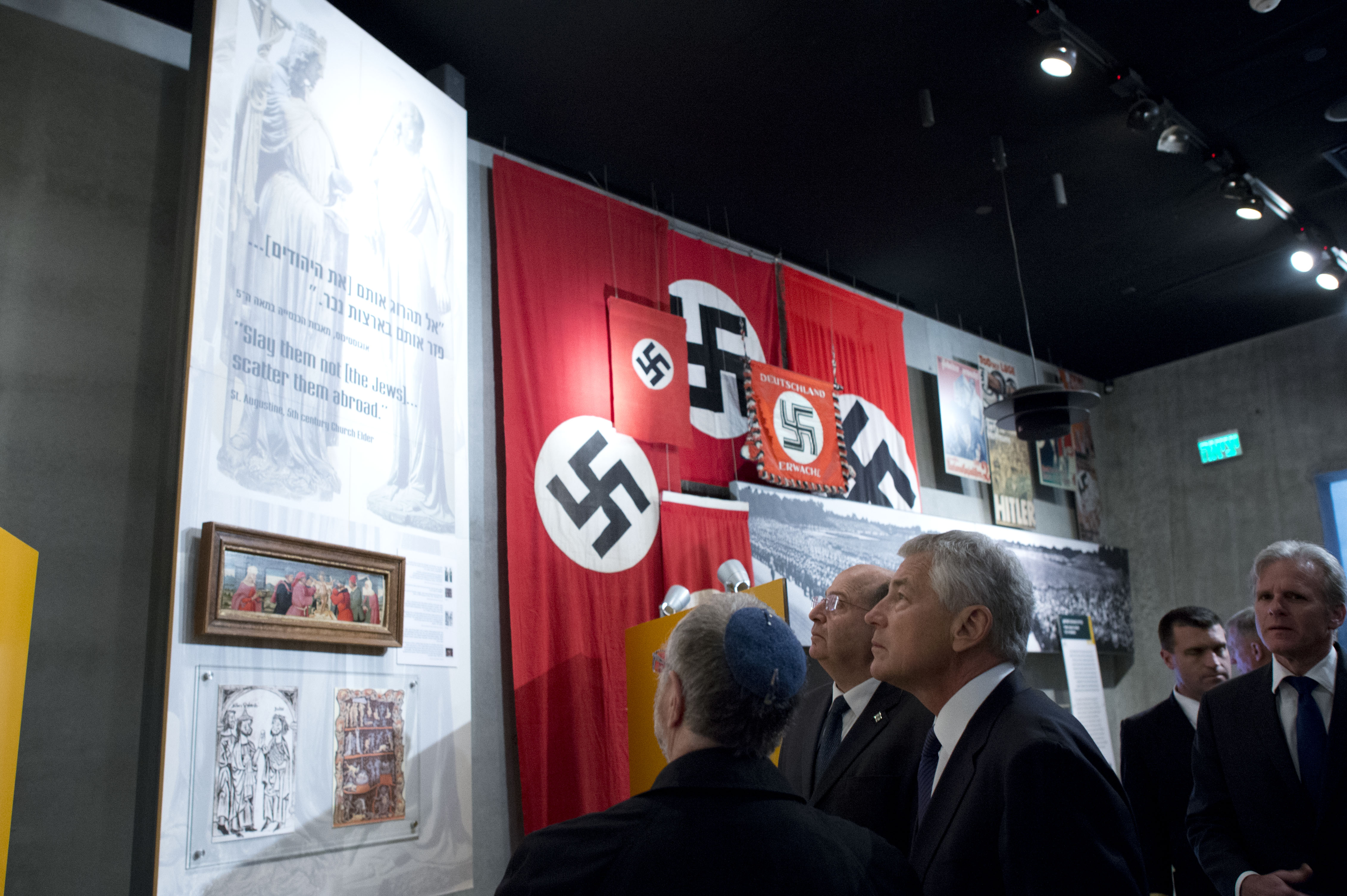
Galleria dedicata alla Germania nazista - seconda galleria del museo storico

La seconda galleria è dedicata alla Germania nazista e all'annichilimento degli ebrei, abbracciando il periodo che parte dalla ascesa al potere di Hitler e termina con lo scoppio della seconda guerra mondiale, (1933-1939). La galleria mostra tutti i repentini cambiamenti voluti e messi in atto dai nazisti per trasformare la condizione del popolo ebraico: da libero ad emarginato.
Passando alla terza galleria, l'atmosfera del museo si fa più cupa: è l'inizio della distruzione degli ebrei polacchi iniziata con l'invasione tedesca della Polonia che di fatto segna l'inizio della seconda guerra mondiale. Una politica antiebraica segnata da violenza e dalla grande discriminazione razziale. I decreti discriminatori sono narrati suggestivamente attraverso immagini e testo raccontando soprusi, perdita del lavoro, ladrocini nazisti dei beni degli ebrei, lavoro forzato che culmina nel "marchio" razziale: la costrizione che obbligava ogni ebreo, uomo, donna o bambino, a portare cucita la stella di David sui capi di abbigliamento.

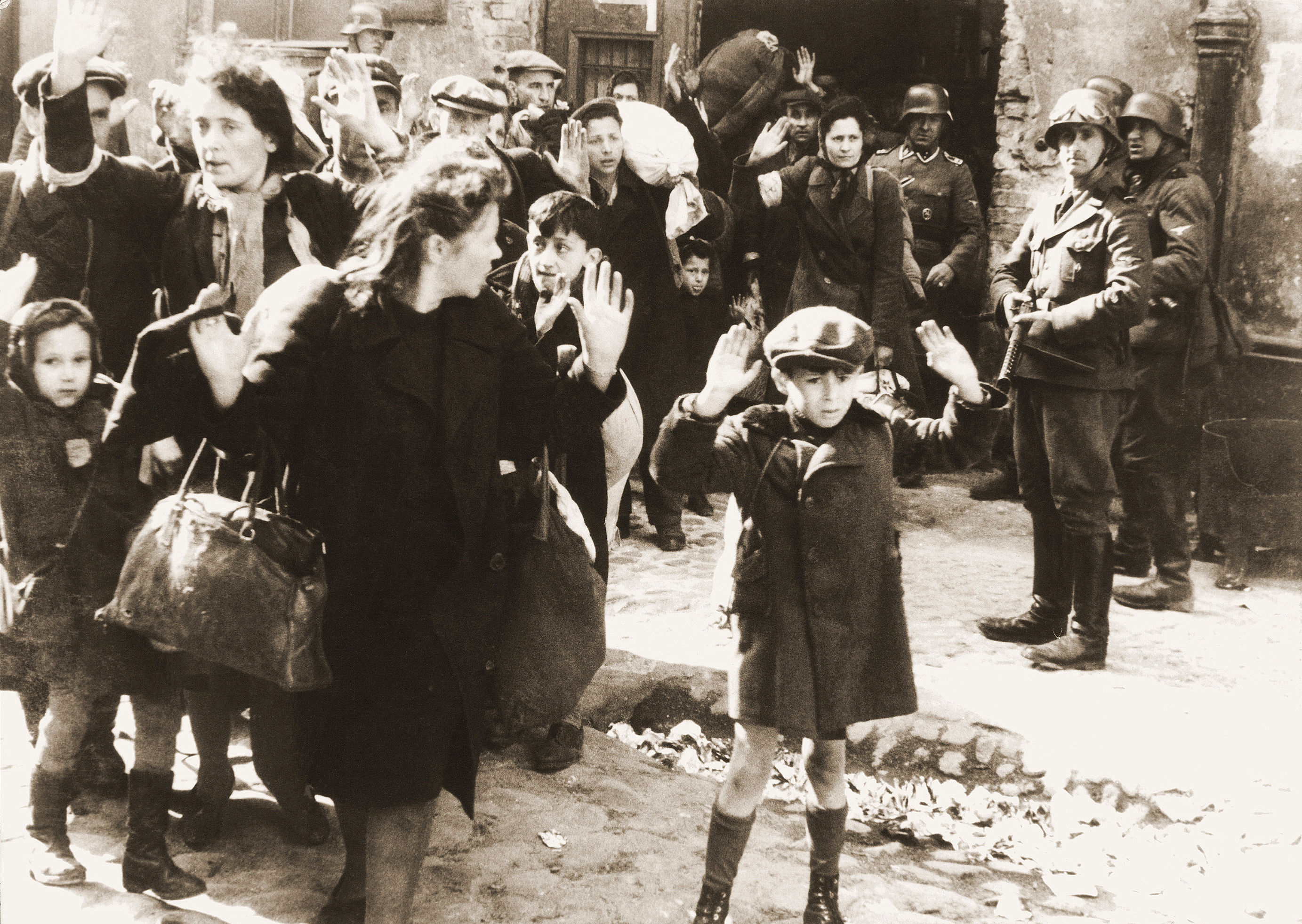
Conservata, nel Museo Storico, la foto "simbolo" del ghetto di Varsavia, la più tristemente nota di tutta la Shoah: Il bambino, in primo piano, che alza le mani in segno di resa. A destra con il mitra è Josef Blösche

I ghetti sono il tema principale della quarta galleria, che si apre con una dettagliata documentazione degli ebrei in fuga dall'Europa occidentale, in particolar modo dalla Francia e dai Paesi Bassi occupati. Quindi una mostra sui quattro ghetti più importanti siti nell'Europa orientale. I due più grandi in Polonia, il ghetto di Varsavia e il ghetto di Łódź, e a seguire, il ghetto lituano di Kovno e il ghetto ceco di Theresienstadt.
La quinta galleria documenta gli omicidi di massa e l'inizio della soluzione finale della questione ebraica. La galleria inizia mostrando nei dettagli una documentazione storica sulla Operazione Barbarossa, l'offensiva tedesca in URSS e il collegato piano di sterminio sistematico degli ebrei per mano delle famigerate Einsatzgruppen. In questa galleria è visionabile un'insolita quantità di documenti che dimostrano come gli 800 soldati delle SS, nei primi quattro mesi della loro attività, uccisero 75.000 ebrei e come solo a Babij Jar furono uccise 34.000 ebrei di Kiev spazzando via un'intera comunità ebraica. Documenti esclusivi anche per alcuni eccidi nazisti poco conosciuti compiuti in Serbia e Romania. La galleria mette enfasi sulla sorte delle vittime. Sugli schermi vengono mostrate i volti e le voci dei fuggitivi. In mostra, inoltre, fotografie inedite sul massacro di Ponary e sul movimento giovanile sionista Hashomer Hatzair, unico caso nella storia dell'olocausto della resistenza armata organizzata. A completare i temi trattati da questa galleria: la Conferenza di Wannsee e i subdoli scopi su un programma criminale di cui tutto era stato già deciso nei minimi particolari: lo sterminio del popolo ebraico.

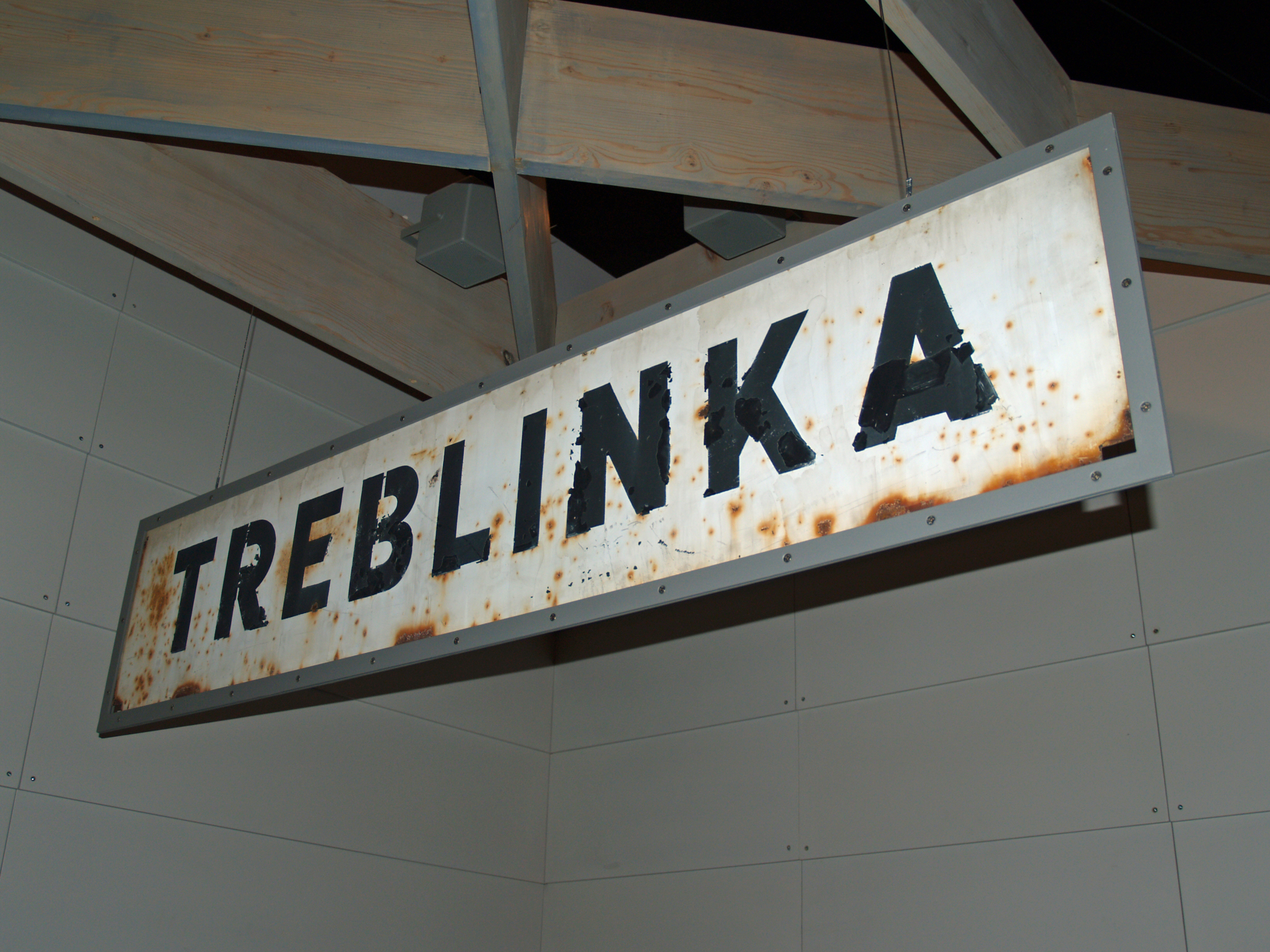
Insegna originale della Stazione ferroviaria di Treblinka

La galleria più grande del museo storico è la sesta. Il tema principe di questa galleria è: La soluzione finale, la liquidazione degli ebrei d'Europa, ed il tentativo determinato della resistenza, anche armata, nei ghetti. Inizia con il mostrare i risultati distruttivi dei campi di sterminio ispirati e voluti dalla Operazione Reinhard, quindi la rivolta del ghetto di Varsavia, «la prima rivolta urbana» nel cuore dell'occupazione nazista, condotta da rivoltosi ebrei disposti a tutto «non per salvare se stessi [...] ma come ultimo ricorso onorevole di fronte l'annientamento totale di intere comunità ebraiche. Quindi Auschwitz e Birkenau, luoghi onnicomprensivi dell'intera shoah, luoghi simbolo, "serbatoi" di ebrei destinati alle camere a gas, provenienti da ogni parte d'Europa. La mostra comprende immagini di deportati, testimonianze dei pochi sopravvissuti che raccontano gli orrori dei viaggi nei carri bestiame e la gara di sopravvivenza nei campi dopo la selezione; una mappa dettagliata della deportazione nei campi di sterminio, perfino un autentico spaccato di un carro bestiame. Fra i tanti viaggi, in mostra anche un album che descrive il trasporto degli ebrei ungheresi nel maggio 1944, la selezione che ne seguì, e il loro annientamento.

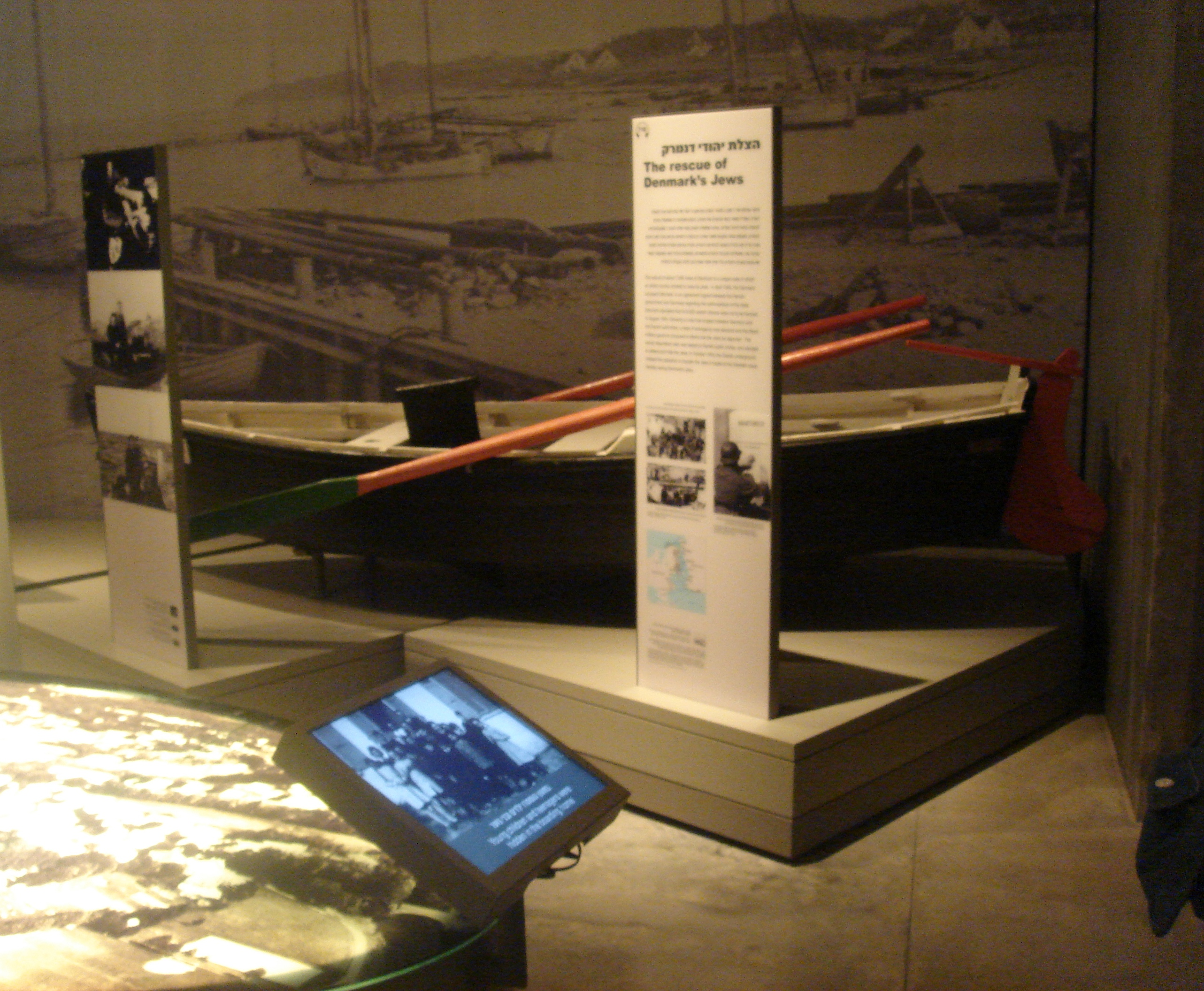
Uno dei pescherecci del villaggio danese di Gilleleje usato per mettere in salvo gli ebrei trasferendoli dalla Danimarca in Svezia - settima galleria

La settima galleria presenta l'originale Schindler's List - La lista di Schindler e i tentativi di salvataggio di ebrei destinati certamente alle camere a gas. Questa galleria è anche un atto di accusa sul mutismo e l'indifferenza iniziale che contraddistinse tutte le nazioni sulla shoah e dei tentativi di salvataggio fatti in seguito da molti non ebrei che salvarono e nascosero uomini, donne e bambini ebrei. Descrive anche la vita condotta dai partigiani ebrei e dalle loro famiglie. Un display precisa con un certo risalto che «gli ebrei hanno partecipato attivamente in quasi tutti i movimenti di resistenza in Europa, sia come membri di organizzazioni non ebraiche che in movimenti clandestini ebraici come quelli in Francia e in Ungheria». In galleria vengono mostrati anche i tentativi collettivi fatti dalla Bulgaria e dalla Danimarca per salvare gli ebrei. In mostra per i tentativi danesi, anche un peschereccio autentico dal villaggio danese di Gilleleje, che trasportò gli ebrei dalla Danimarca in Svezia; inoltre anche la documentazione del salvataggio degli ebrei di Le Chambon-sur-Lignon nell'Alta Loira francese e diverse esperienze di Giusti tra le nazioni che sfidarono l'indifferenza a rischio della propria incolumità e della stessa vita, per salvare quegli ebrei destinati a morte certa.
La ottava galleria è dedicata esclusivamente all'universo dei campi di concentramento e alle seguenti marce della morte dopo l'abbandono delle strutture per l'imminente arrivo degli eserciti alleati. Questa parte del museo sottopone i visitatori a forti emozioni. I campi di concentramento furono un'esperienza orribile per coloro che furono costretti a viverci: i prigionieri già avviliti erano disumanizzati, umiliati, costretti a soffrire la fame e il freddo in una condizione di sofferenza costante che aveva come ultimo stadio la morte. Un clima che tendeva a svilire la persona che così trattata perdeva la sua identità personale. Inoltre sul finire della guerra, ai sopravvissuti ammalati, emaciati, deboli e depressi, fu riservata l'ultima crudeltà nazista: le marce estenuanti della morte fatte, nella maggioranza dei casi, per diverse centinaia di chilometri e dove stancarsi, fermarsi o riposarsi significava la morte immediata con un colpo di pistola. Nella galleria sono proposti due percorsi: la marcia degli internati maschi di Auschwitz-Birkenau e la marcia di un gruppo di sole donne infreddolite ed affamate dell'Alta Slesia che percorsero 800 km fra i monti dei Sudeti. Commozione alla fine della galleria con le testimonianze di chi sopravvisse, del loro dolore, del lutto per chi aveva perso i propri familiari, della spasmodica ricerca di cari sopravvissuti. Infine le primissime immagini, distribuite al mondo, dai fotografi di guerra degli eserciti che giungono ai campi e ne documentano la liberazione.

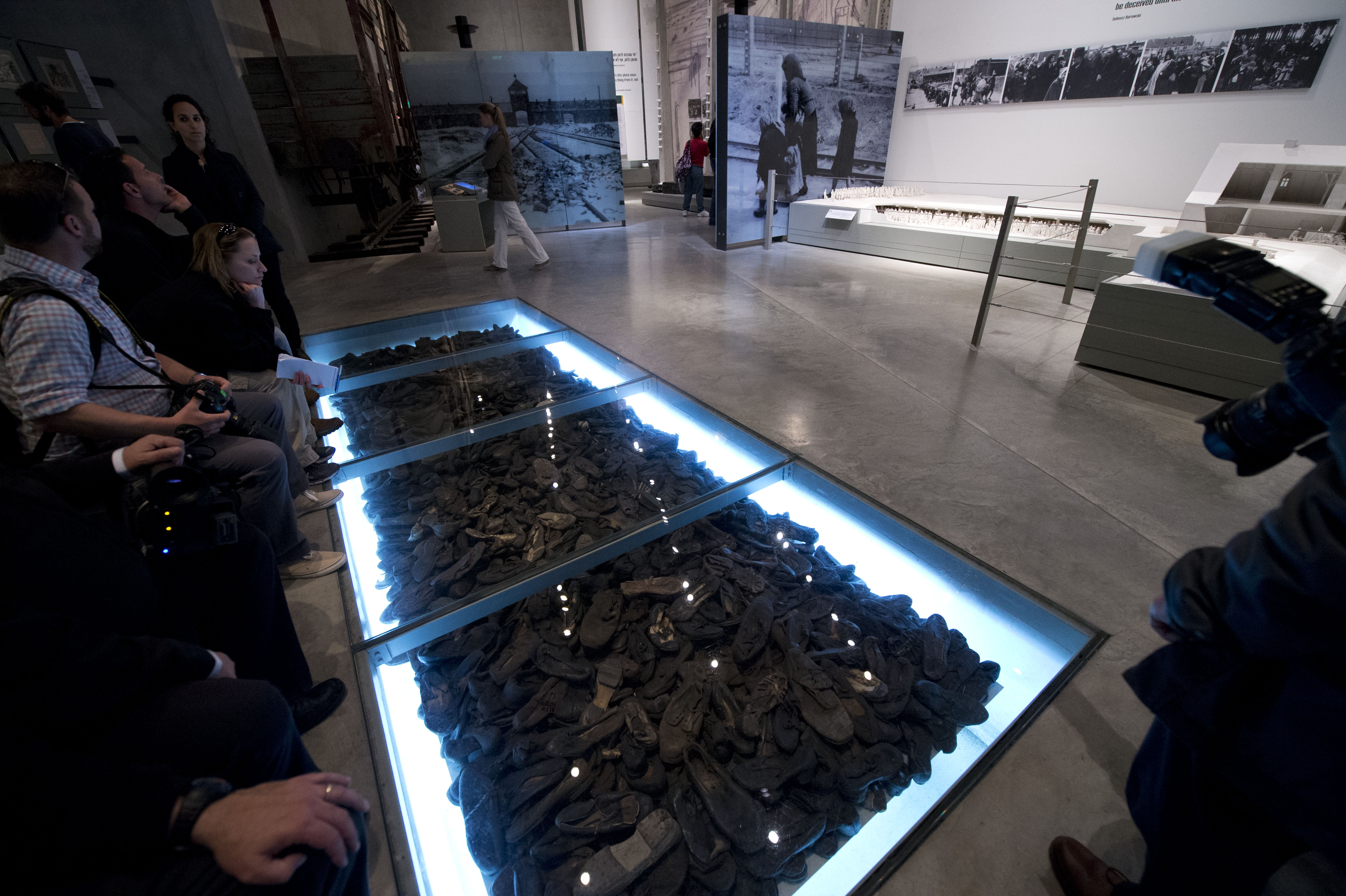
Nelle teche di questa galleria le scarpe tolte subito dopo la selezione, quando veniva consegnato il "corredo da campo": il pigiama a strisce e un paio di ciabatte di legno

La nona galleria documenta il ritorno alla vita. I sopravvissuti "frastornati" dalla libertà provavano sentimenti contrastanti tanto che «molti [...] si sentivano "liberati, ma non liberi"». Il punto focale della mostra è la tensione fra «memoria e speranza, fra perdita ed angoscia, fra odio e disagio oltre che la lotta per riabilitare le proprie vite e creare un nuovo futuro». Su un display della galleria sono presentati gli stati esistenziali, i sentimenti e le angosce dei sopravvissuti nel dopo olocausto, «la ricerca dei membri della famiglia, il far fronte alla perdita, la ricerca dei bambini scomparsi, la creazione degli orfanotrofi e la fuga dal dilagante antisemitismo anche nella Polonia del dopo-olocausto», i campi profughi in Germania con persone dirette per le diverse destinazioni europee, ma soprattutto per la terra di Israele. Nella galleria anche una capanna originale di un campo profughi in Germania. La sensazione del visitatore in questa parte della galleria è il percepire di una vita religiosa e culturale diversa, e il bisogno di una terra che possa accogliere i sopravvissuti e le loro famiglie, da non considerare più come clandestini. Il display della galleria conclude i suoi audiovisivi con la presentazione "La tensione tra memoria e speranza".

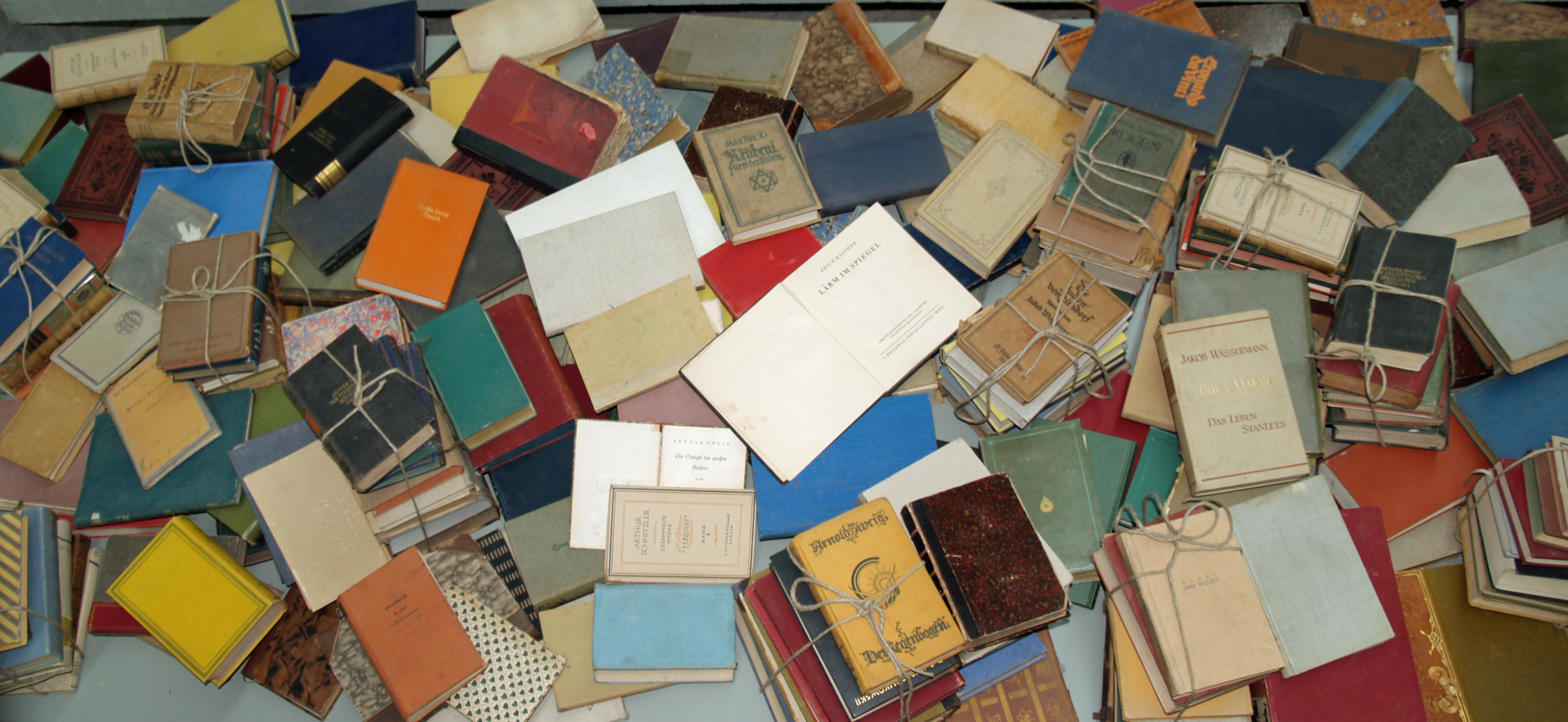
Libri sequestrati agli ebrei e destinati ad essere bruciati dai nazisti

L'ultima galleria, la decima è l'epilogo che conclude la mostra. Qui le risposte, con l'ausilio dell'arte visiva, degli ebrei contemporanei agli orrori subiti. L'allestimento del video principale è stato progettato dell'artista israeliano, esperto in teatro e multimedia, Uri Tzaig, ed è «espressione di risposte individuali e reazioni alla Shoah, attraverso estratti di diari, poesie e lettere. I pezzi sono tutti opere originali del periodo dell'Olocausto», ed appaiono in due lingue, ebraico ed inglese. Nella galleria un pezzo originale musicale fa da sottofondo e sollecita la riflessione. «In un angolo della galleria l'immagine di un libro» che viene continuamente sfogliato e mostra diverse calligrafie appartenenti a persone diverse che hanno scelto la scrittura come mezzo per esprimere «le loro speranze, paure e sogni». In questa galleria del museo storico dell'Olocausto sono le opere interpretative d'arte a farla da padrone, distinguendosi dalle altre nove, perché non c'è nessuna narrazione storica.

### Il Museo d'Arte dell'Olocausto
A pochi metri dall'uscita del Museo Storico dell'Olocausto, c'è una nuova e moderna struttura che ospita il Museo d'Arte dell'Olocausto, «la più grande collezione al mondo di arte creata nei ghetti, nei campi, in nascondigli ed altri luoghi, in cui la ricerca artistica era quasi impossibile». Questo nuovo Museo è il contributo di Sheldon Adelson e sua moglie Miriam. Sheldon Adelson, imprenditore statunitense di Las Vegas, nato da genitori ebrei è considerato da Forbes uno dei più ricchi uomini del mondo

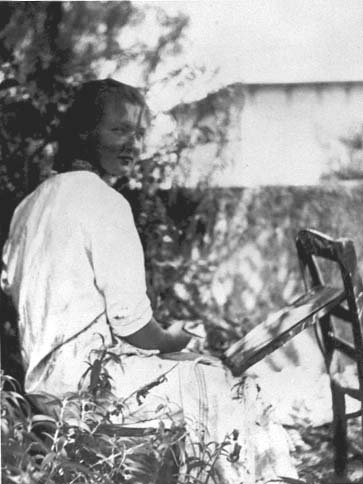
Charlotte Salomon (Berlino, 1917 – Auschwitz, 1943), la giovane pittrice della Shoah morta ad Auschwitz, a cui il Museo d'Arte ha dedicato una mostra permanente

La collezione del museo si compone di circa 10.000 opere realizzate per la maggior parte durante il periodo della shoah. Le opere esposte nel museo hanno lo scopo di proporre un approccio diverso alla Shoah. È l'esperienza del singolo ad essere messa in evidenza «con un mezzo che non fa appello solo all'intelletto, ma penetra anche dritto al cuore.». Alla parete iniziale del museo che fa una carrellata su opere di diversi artisti, seguono spazi "a tema" che affrontano argomenti specifici, concentrandosi esclusivamente su aspetti umani delle opere realizzate sui ghetti o sui campi. Nel museo, inoltre, ci sono aree dedicate a singoli artisti conosciuti, come la pittrice Charlotte Salomon e Carol Deutsch
Le opere del periodo della Shoah, quando furono fatte nei ghetti e nei campi, sono da considerarsi davvero opere "speciali" se si considera che gli artisti che le produssero e le conservarono, lo fecero a rischio e pericolo della loro stessa vita. L'arte che denunciava le condizioni di vita in quei luoghi di tortura letterale e psicologica, era considerata fuorilegge dai nazisti. Quelle opere sono anche particolari se si considerano gli sforzi fatti dagli artisti per procurarsi le materie prime per i lavori e la pressione psicologica esercitata in un ambiente che demotivava la creatività anziché esaltarla. Ma a dispetto di tutto questo, Yad Vashem ha un museo di queste opere, anche se la maggior parte è fatta su sottili pezzi di carta che temono sia il maneggio che la luce. Per far sì che queste opere siano conservate il più a lungo possibile e possono "riposare" al buio, il museo periodicamente "le ruota" con altre opere, raggiungendo così due scopi: una più lunga conservazione e una visione nuova e diversa per i visitatori, di opere del museo appartenenti anche ad artisti diversi.
Adiacente agli ambienti espositivi, una delle iniziative peculiari del museo israeliano: Un centro di archiviazione, il primo centro informatizzato al mondo dell'arte e degli artisti della Shoah. «Il centro è pensato sia per i visitatori occasionali che vogliono approfondire la conoscenza su un particolare artista visualizzato nella mostra, sia per i ricercatori che desiderano utilizzare le informazioni per il loro lavoro accademico.»

## I Memoriali

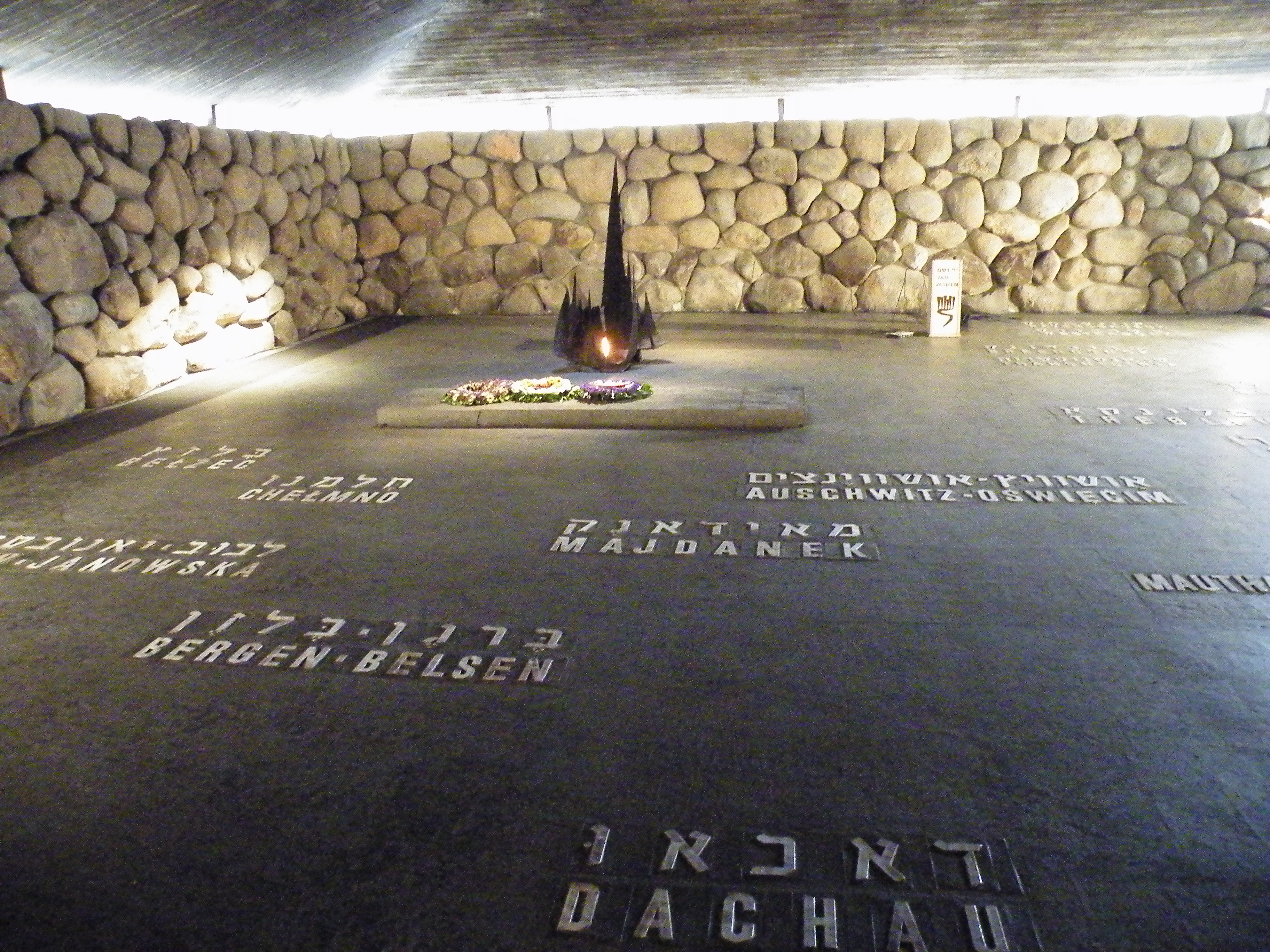
Il pavimento della Sala della Memoria e le incisioni di 21 campi della Shoah

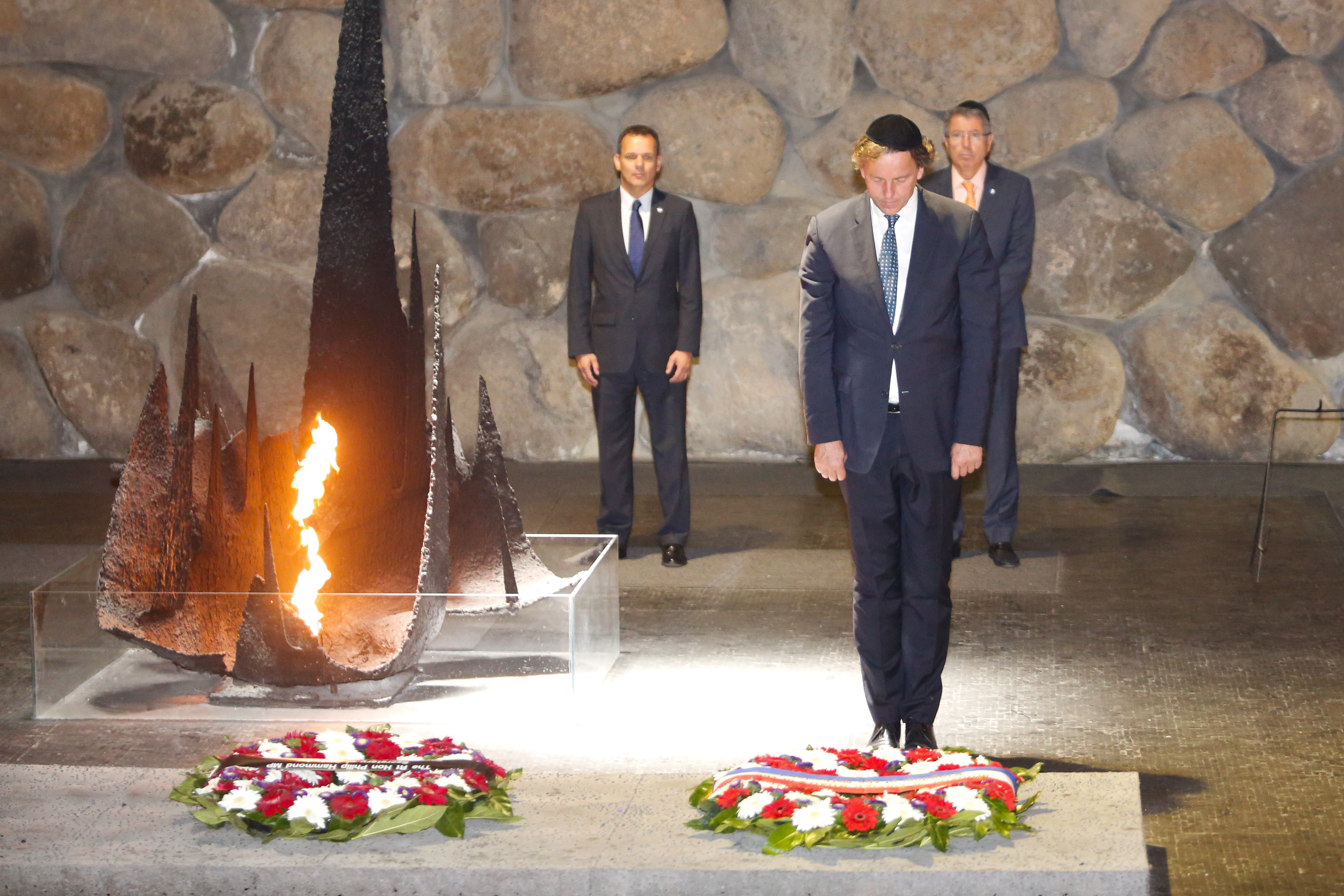
La Fiamma Eterna della Sala della Memoria

### Sala della Memoria
La Sala della Memoria (ebraico, Ohel Yizkor), è il principale memoriale di Yad Vashem, opera di sei architetti. Gli architetti Arieh Elhanani, Arieh Sharon e Benjamin Idelson per la sala, gli architetti David Palombo e Bezalel Schatz per le due porte sud ed ovest della struttura, ed infine la fiamma eterna, opera dell'architetto Kosso Eloul.
L'imponente struttura a forma di tenda è stata realizzata in cemento armato con pareti costituite da grossi blocchi di pietre di basalto portate da un luogo vicino al Mar di Galilea. L'ambiente è disadorno e vuoto, come si pretende per un luogo di riflessione. Al centro della grande sala, la Fiamma Eterna fatta di bronzo, modellata da Kosso Eloul come una grossa coppa rotta, una fiamma che arde continuamente sia di giorno che di notte, simbolo del ricordo costante, eterno. Il fumo prodotto dalla combustione esce dall'edificio attraverso un'apertura del punto più alto del soffitto.
Il pavimento, fatto di basalto nero conferisce all'ambiente un aspetto serio ed austero. Tutta l'area pavimentale è incisa con i nomi dei principali 22 campi di sterminio, di concentramento e di transito nazisti, dove trovarono la morte milioni di ebrei dell'Europa centrale ed orientale. Unico altro arredo   nella struttura, una cripta, collocata di fronte alla fiamma eterna e contenente le ceneri delle vittime dei forni crematori, che Yad Vashem ha ricercato in diversi siti della Shoah. Il surreale silenzio all'interno della struttura aiuta i visitatori a raccogliersi in riflessione, in preghiera rendendo omaggio alla memoria delle vittime.
La Sala della Memoria è il sito obbligato anche per tutte le personalità politiche e religiose che visitano il Memoriale oltre che il luogo principale per le cerimonie commemorative essendo considerato il sito più simbolico di Yad Vashem visto che ricordo e memoria sono i due principali elementi che hanno a che fare con tutta la cultura e la identità ebraica..

### La Sala dei Nomi

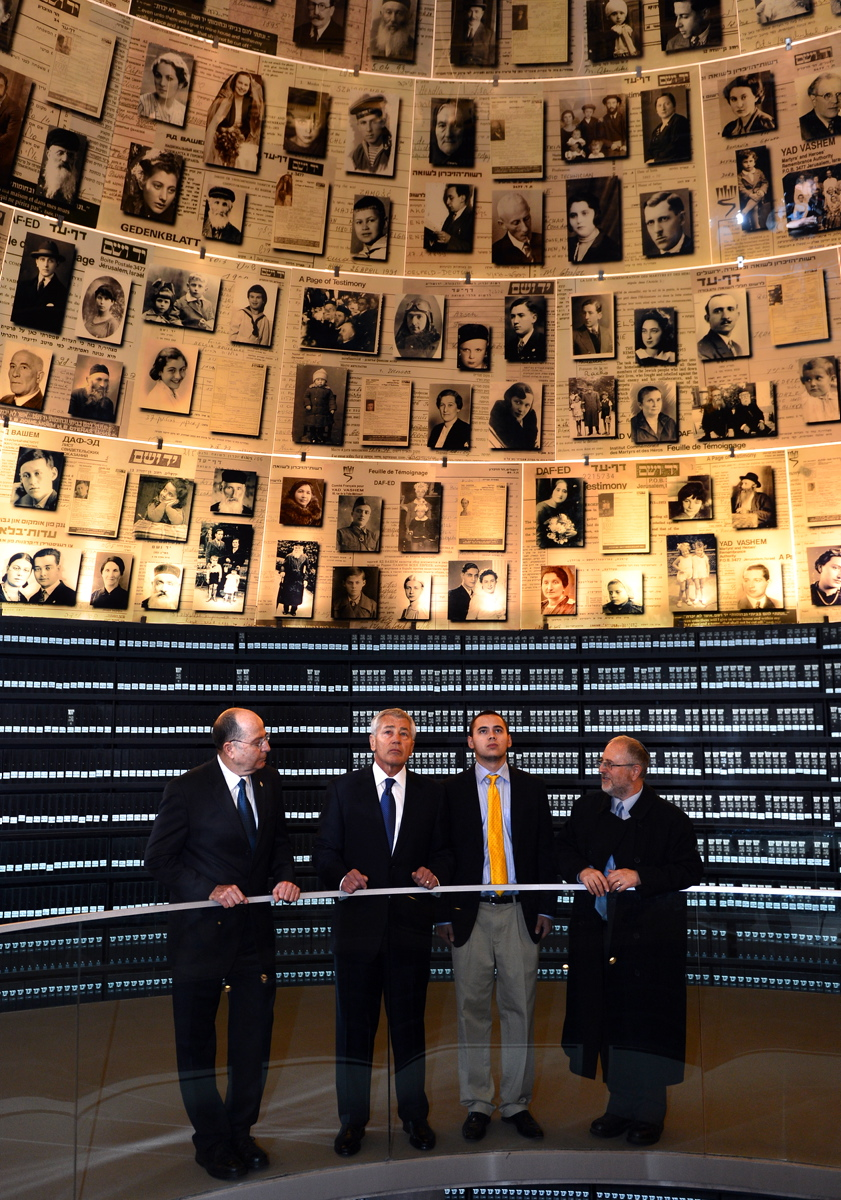
Sala dei Nomi, parte delle 600 foto e biografie delle vittime. Si noti l'archivio "alveare" delle "Pagine di Testimonianza" alle spalle dei quattro visitatori

La Sala dei Nomi rappresenta «il memoriale del popolo ebraico ad ogni ebreo che trovò la morte durante l'Olocausto, un luogo dove [quelle vittime] possono essere commemorate per le generazioni a venire». La Sala dei Nomi così come il Museo Storico, è opera dell'architetto
Moshe Safdie in collaborazione della famosa designer Dorit Harel nota per la progettazione di musei e mostre in diverse nazioni
Il principale accesso alla Sala è quello tramite il Museo Storico, infatti verso la fine del corridoio, alla fine delle dieci gallerie, e prima dell'uscita sulla vista panoramica del Museo che dà su Gerusalemme, c'è un accesso che porta alla sala, una grande struttura circolare.
Nella Sala, una grande raccolta delle "Pagine di Testimonianza" ovvero delle «brevi biografie di ogni vittima dell'Olocausto che rappresentano una sorta di «lapidi simboliche» e che trovano posto nell'archivio circolare a parete, ideato per contenere 6.000.000 di storie. Attualmente sono più di 2.000.000 le schede certificate e recensite riguardanti le vittime ebree della Shoah. L'archivio è in costante aggiornamento.
Al centro della Sala, sospeso e mantenuto da robusti tiranti, un grande cono alto dieci metri proiettanto verso l'alto. All'interno del soffitto del cono, un campione significativo delle vittime della Shoah, consistente in 600 fotografie con frammenti dei loro testi biografici. Le foto del cono superiore, in maniera molto suggestiva, si riflettono nell'acqua «alla base di un cono opposto scavato roccia della montagna» su cui poggia la Sala
A fondo sala si trova uno schermo di vetro dove sono proiettate di continuo le "Pagine di Testimonianza". In una sala immediatamente adiacente, in un ambiente informatizzato, chiunque può chiedere informazioni sul nome di una vittima, sui suoi parenti o di tutte le vittime con un certo cognome, chi di loro sopravvisse, e chi venne eliminato. Qui infatti, è operante un aggiornato database centrale contenente tutti i nomi delle vittime e del luogo dove queste trovarono la morte. In questa sala è anche possibile pubblicare nuove "Pagine di Testimonianza" riguardanti le vittime che non sono ancora nel database e questo con la continua assistenza del personale del centro.

### Il Memoriale dei Bambini

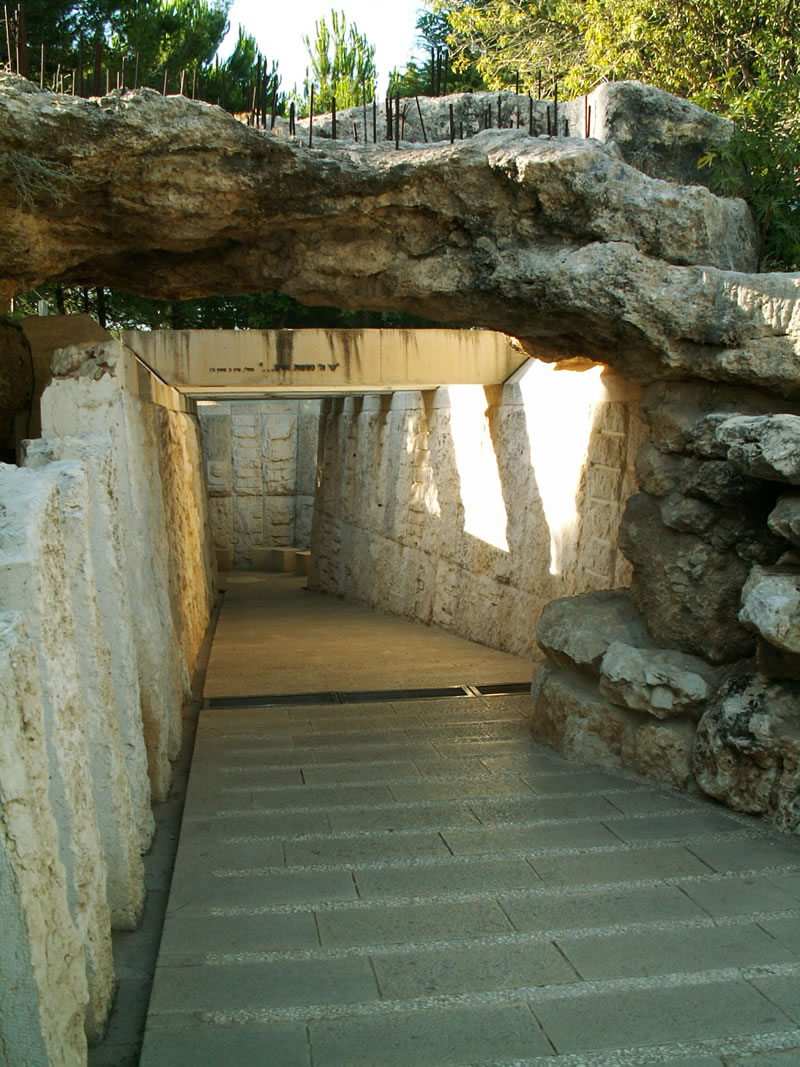
L'entrata del Memoriale dei Bambini

"Gam Gam", salmo 
(Salmi 23,1-6)
Gam-Gam-Gam Ki Elekh
Be-Beghe Tzalmavet
Lo-Lo-Lo Ira Ra
Ki Atta Immadì (2v.)
Šivtekhà umišantekhà
Hema-Hema yenahmuni (2v.)
Testo ebraico:
גַּם כִּי-אֵלֵךְ
בְּגֵיא צַלְמָוֶת,
לֹא-אִירָא רָע
כִּי-אַתָּה עִמָּדִי
שִׁבְטְךָ וּמִשְׁעַנְתֶּךָ,
הֵמָּה יְנַחֲמֻנִי

Traduzione:
Anche se andassi nella
valle oscura non
temerei nessun male,
perché Tu sei sempre
con me; Perché Tu sei
il mio bastone, il
mio supporto, Con Te io mi sento tranquillo.

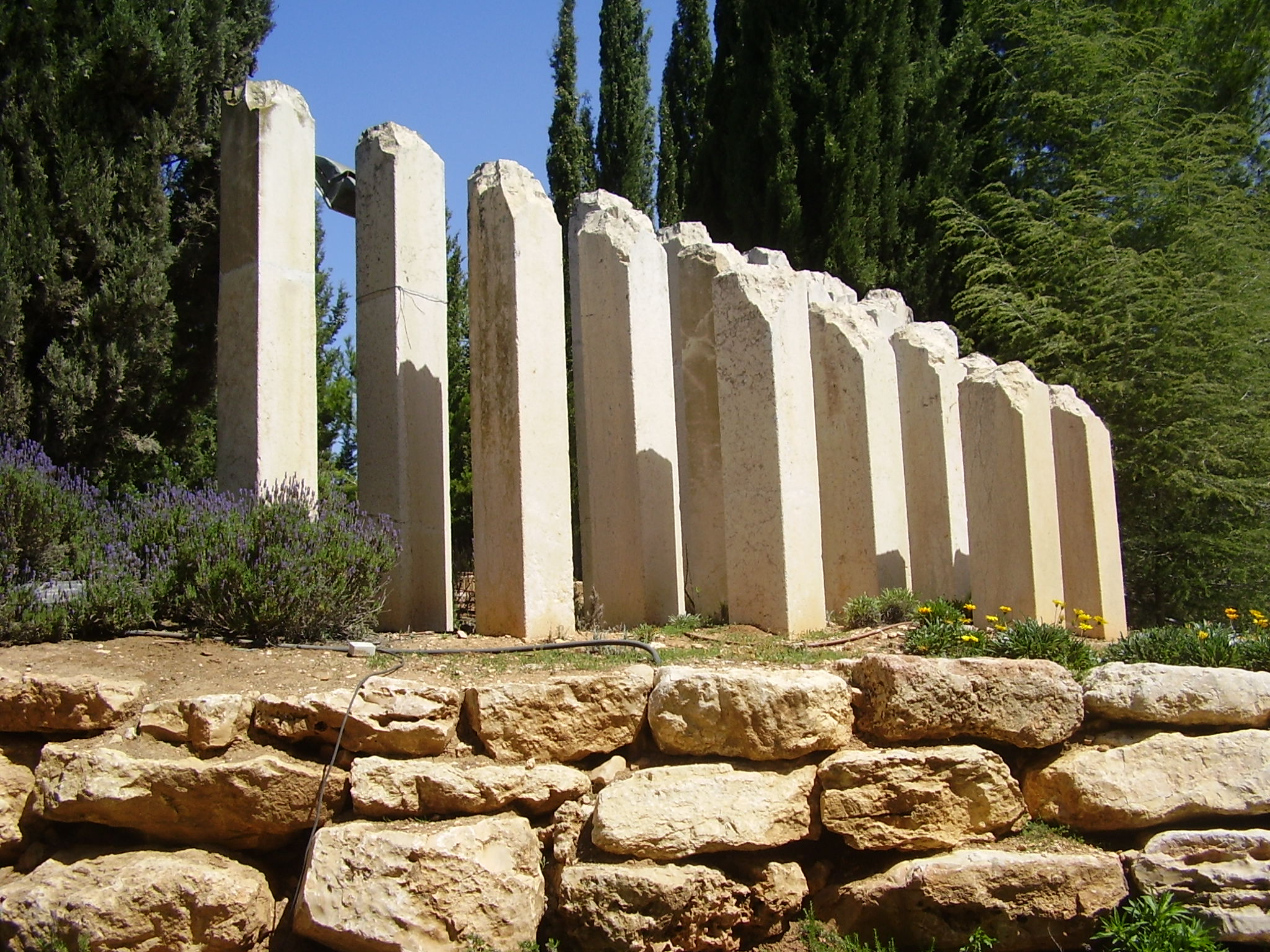
"Monumento ai Bambini" vicino al "Memoriale dei Bambini"

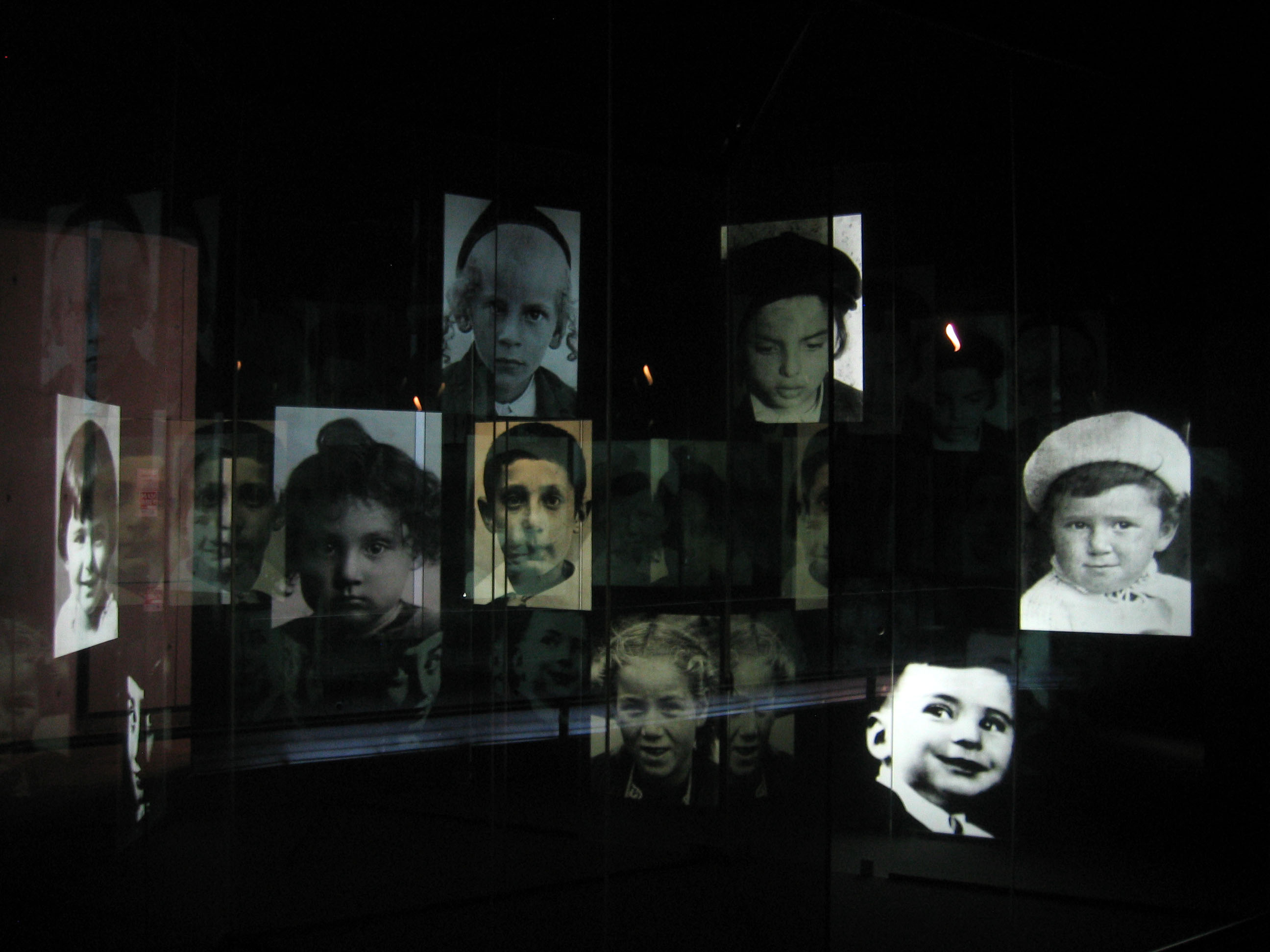
Foto di bambini nel Memoriale dei Bambini

A poca distanza dal monumento dedicato al martire ebreo Janusz Korczak che lo raffigura in un abbraccio protettivo con i "suoi" bambini sorge, in tema con l'eliminazione di innocenti bambini ebrei nel periodo della Shoah, oltre che un monumento, il toccante memoriale a loro dedicato: Il "Memoriale dei Bambini".
Opera dell'architetto Moshe Safdie, lo stesso che ha progettato il Museo Storico dell'Olocausto e costruito nel 1987, il memoriale è unico nel suo genere essendo, come una simbolica grande tomba, scavato interamente in una caverna sotterranea, buia e che infonde tristezza.
Il Memoriale è dedicato a tutti i bambini ebrei di ogni età, neonati inclusi, uccisi durante la Shoah. Il sentimento che sollecita questo memoriale è profonda commozione, commozione che viene recepita dal visitatore dall'impatto con una serie di "foto campione" dei più del 1.500.000 di bambini uccisi dai nazisti. Mentre il visitatore si aggira nel Memoriale soffermandosi sulle immagini, gli altoparlanti diffondono di continuo e chiaramente: nome e cognome di quei bambini, la loro età e il loro Paese d'origine. I nomi di questi bambini sono nomi veri, reali, storicamente comprovati, sono nomi infatti provenienti dalle "Pagine di Testimonianza" raccolte nell'archivio della "Sala dei Nomi".
Un altro aspetto molto suggestivo di questo memoriale, sono le piccole "luci" in uno spazio sprofondato nel buio assoluto. Le luci sono candele che si riflettono in una serie di specchi in un gioco di luci che danno al visitatore l'impressione di migliaia di stelle che luccicano nel firmamento.
Questo Memoriale è stato realizzato grazie alla donazione di una coppia di coniugi ebrei, il filantropo Abraham Spiegel e sua moglie Edita. I generosi coniugi oltre che deportati ed internati, vissero sulla loro propria pelle la tragedia della Shoah con la perdita del figlio Uziel, aveva appena due anni e mezzo quando fu eliminato in una camera a gas ad Auschwitz.

### Valle delle Comunità
Il Memoriale più imponente di Yad Vashem è la Valle delle Comunità, opera degli architetti Dan Zur e Lipa Yahalom. L'immenso complesso monumentale è scavato nella roccia naturale della collina su cui sorge Yad Vashem, un'area di ben 2,5 acri (più di diecimila metri quadri), dove su 107 pareti di pietra di Gerusalemme alte nove metri e più, sono incisi 5.000 nomi di comunità ebraiche esistite da centinaia di anni, e annientate o semidistrutte dai nazisti.

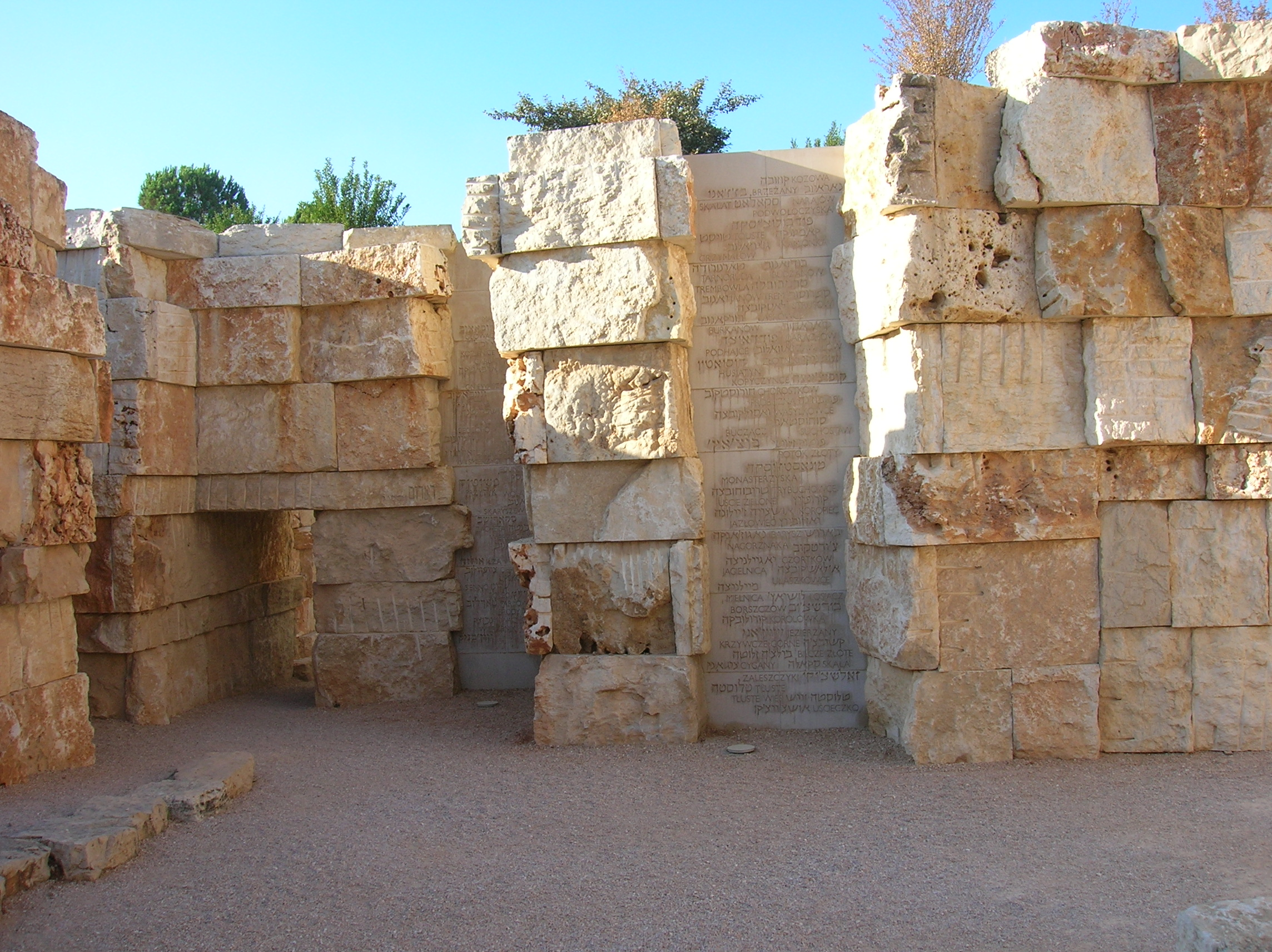
Le pareti di pietra di una parte del Memoriale

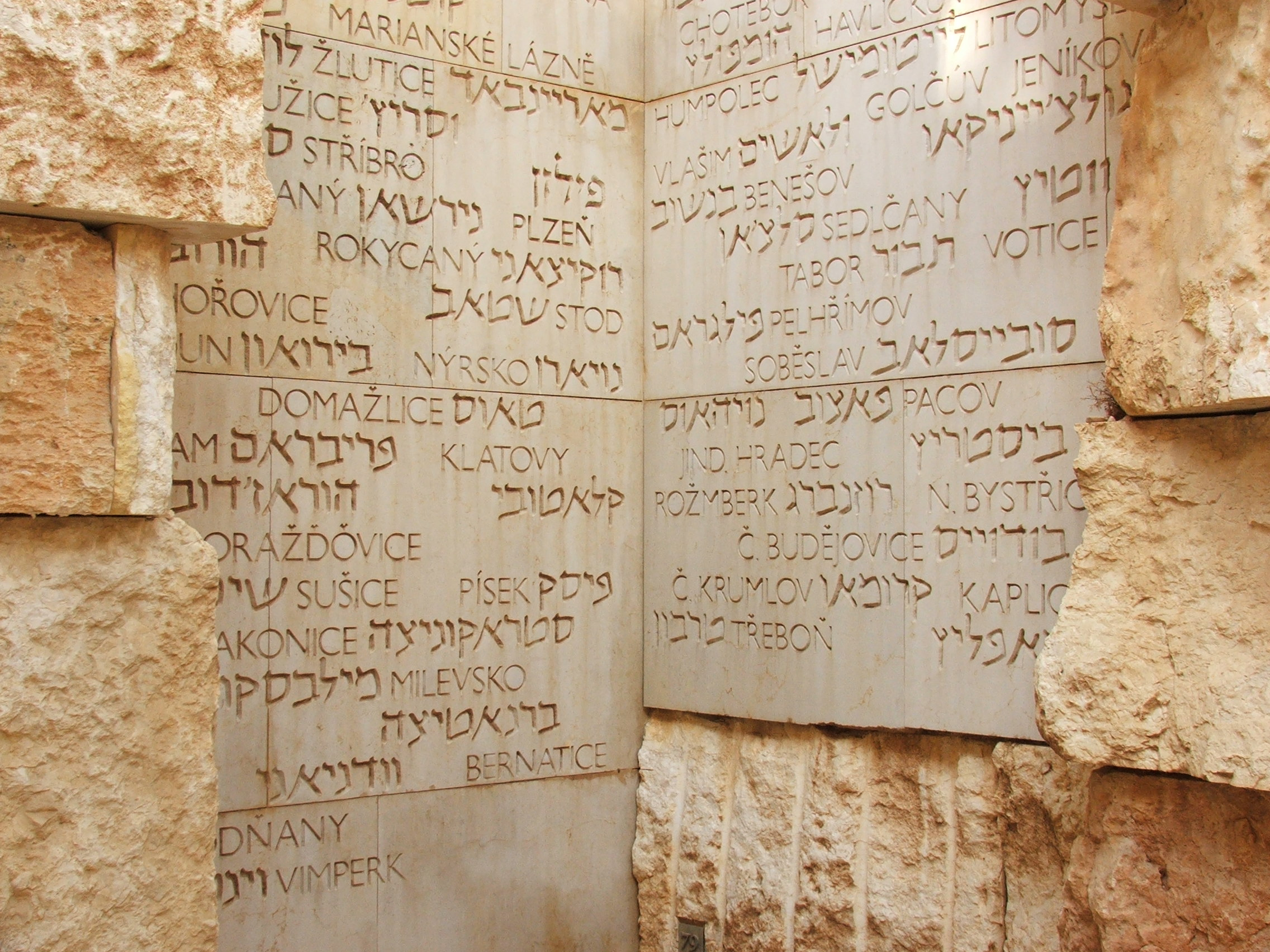
Le incisioni dei nomi delle Comunità ebraiche

Le pareti del memoriale separate l'una dall'altra, sembrano risalire dalle profondità della terra e stagliarsi verso l'alto, verso il cielo, la loro disposizione «corrisponde grosso modo alla disposizione geografica della mappa dell'Europa e del Nord Africa». Gli architetti hanno previsto anche la vista del complesso monumentale dall'alto, così visto infatti, si presenta come un immenso labirinto di rovine fatto di cortili e muri che si propone di comunicare l'idea di un mondo molto attivo ed ora scomparso cioè quello delle comunità ebraiche esistente prima della Shoah
Le 100.000 incisioni di nomi sulle pareti, in lettere ebraiche e latine, sono state impaginate secondo i criteri del grafico David Grossman, che si è proposto di non elencare i nomi come in una lista "statica" simile a quella di un elenco telefonico.
Grossman ha spiegato che mentre per i caratteri si era ispirato ad «antiche incisioni ebraiche esistenti più di 2000 anni fa» usando caratteri di dimensioni diverse secondo la grandezza delle comunità, per la posizione dei nomi, che dovevano avere valenza storica per le prossime generazioni, la disposizione doveva essere chiara e allo stesso tempo presentata in ordine "sparso" per sottolineare l'individualità di ogni singola comunità con una disposizione delle incisioni che non potesse oscurare il nome di una comunità a vantaggio di un'altra. Al nome, infatti, è stato dato dagli organizzatori dell'ente, molta importanza, proprio per il fatto che per moltissime comunità ebraiche distrutte, quella incisione su pietra sarebbe stata l'unica e sola testimonianza del loro mondo, scomparso per sempre. Il Memoriale è stato realizzato grazie alle donazioni provenienti dall'American Society for Yad Vashem
Situata all'interno della Valle, c'è la Casa delle Comunità (Beit Hakehilot), «un centro educativo e di ricerca dedicato alle migliaia di comunità ebraiche distrutte durante l'Olocausto» che funge anche da galleria per mostre temporanee, qui i visitatori possono anche vedere un filmato sulle "comunità che furono" con molti particolari sulle loro attività passate. La Casa delle Comunità nella Valle delle Comunità è stata realizzata grazie al contributo di Eliezer Zborowski e di sua moglie Diana. Eliezer Zborowski sopravvissuto all'Olocausto, ha dedicato tutta la sua vita al "dopo Shoah" con la missione di "non dimenticare". E stato lui infatti a fondare e ad essere presidente dell'American Society for Yad Vashem, un'organizzazione americana composta da più di 50.000 membri, che si è prefissa di sostenere lo Yad Vashem di Gerusalemme in tutti i suoi progetti, raccogliendo per l'ente israeliano più di 100 milioni di dollari.

### Il Giardino dei Giusti
(l'ebreo Primo Levi in Se questo è un uomo cita il suo soccorritore Lorenzo Perrone, nominato Giusto fra le Nazioni il 7 giugno 1998 - sito ufficiale di Yad Vashem)

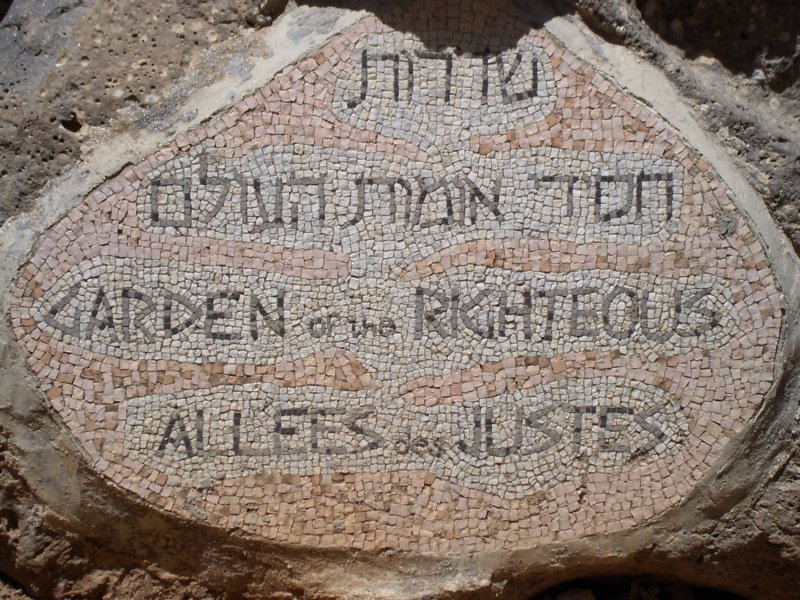
La stele all'ingresso del Giardino

Uno dei memoriali che celebra e commemora con un luogo fisico e con un nome letterale coloro che sono meritevoli di ricordo secondo uno dei cinque punti dello statuto di Yad Vashem, trova la sua realizzazione nel Giardino dei Giusti.
I "giusti" rientrano infatti nelle classi meritevoli di ricordo proprio come recita il quinto punto di quello statuto: I "Giusti tra le nazioni" che hanno rischiato le loro vite per salvare Ebrei.
Il giardino sorge vicino al Memoriale alla Deportazione e poco distante dalla Valle delle Comunità ed «è stato istituito in onore delle migliaia di non ebrei che rischiarono la vita per salvare gli ebrei durante l'Olocausto»

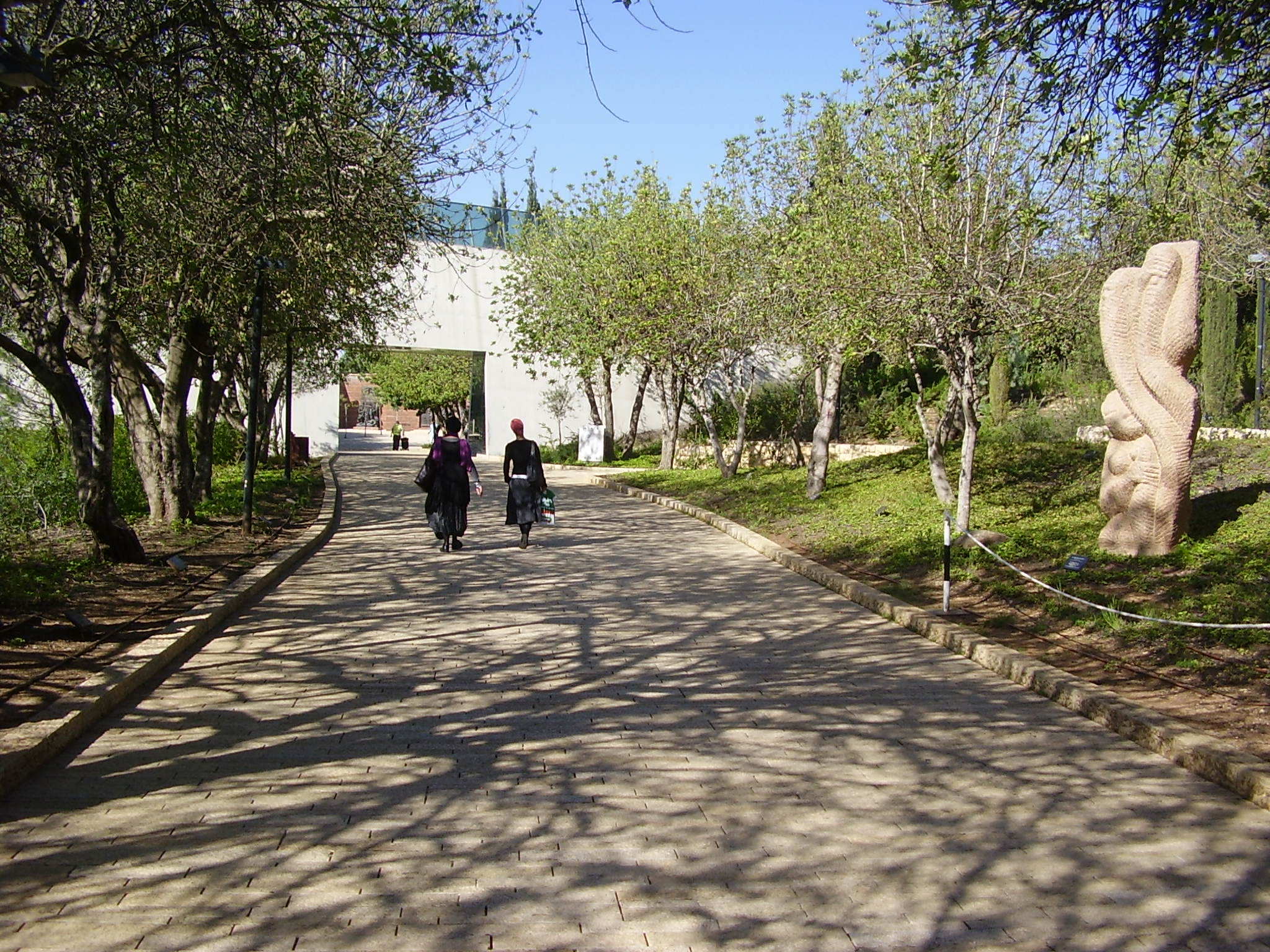
Il Giardino dei Giusti. Si noti sulla destra il "Monumento al Soccorritore Ignoto"

Istituito nel 1962, è stato il primo Giardino dei Giusti nel mondo. Appena nato, nel Giardino e nelle immediate adiacenze ad esso, vennero piantati alberi «simbolo di rinnovamento della vita» dedicati ai "Giusti" e precisamente un albero per ogni singolo "Giusto" con una targa contenente nome e cognome del celebrato, ed il «Paese di residenza durante il periodo della guerra». Con il tempo, e con l'identificazione di migliaia di altri "Giusti", i dati relativi ai celebrati sono stati scritti sulle "Pareti d'Onore" del Giardino, ovvero su pareti composte da centinaia di pietre su cui sono affisse grandi tabelle con gli elenchi dei nomi di tutti i "Giusti" fino ad oggi identificati.
Gli istituti di ricerca dell'olocausto di Yad Vashem, nonostante continuino a ricercare i Giusti, sanno che un elenco completo dei non ebrei che prestarono soccorso ed aiuto agli ebrei durante la Shoah, è destinato ad essere incompleto. Gli aiuti prestati agli ebrei durante il periodo della Shoah da generosi e coraggiosi soccorritori, fu clandestino e molto pericoloso, ci furono «soccorritori che sono stati scoperti e uccisi con gli ebrei che stavano proteggendo» e purtroppo non esiste nessuna traccia di quei tentativi di salvataggio. D'altronde, alcune altre volte, sebbene siano conosciuti tutti i particolari e le azioni sul soccorso ricevuto da alcuni ebrei, è difficile identificare il soccorritore, o per la mancanza di testimoni o perché non si hanno sufficienti dati sul soccorritore tanto da permetterne l'identificazione. Per onorare questi "soccorritori" sconosciuti, nella viale principale dell'intero complesso di Yad Vashem, il Viale dei Giusti, è stato eretto il "Monumento al Soccorritore Ignoto".

#### L'onorificenza "Giusto tra le nazioni"

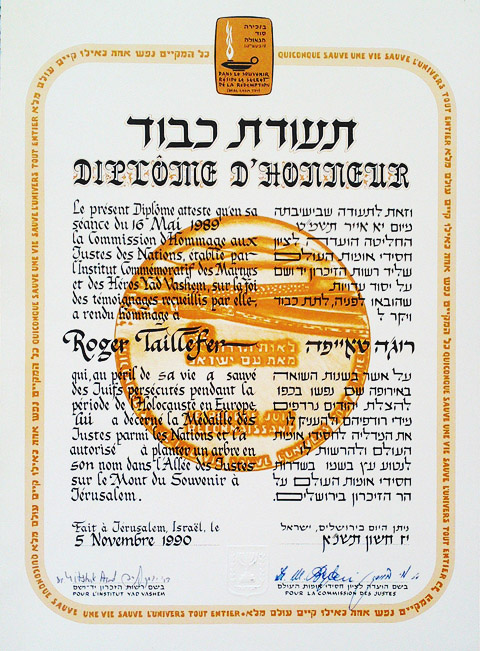
Attestato di Giusto tra le nazioni

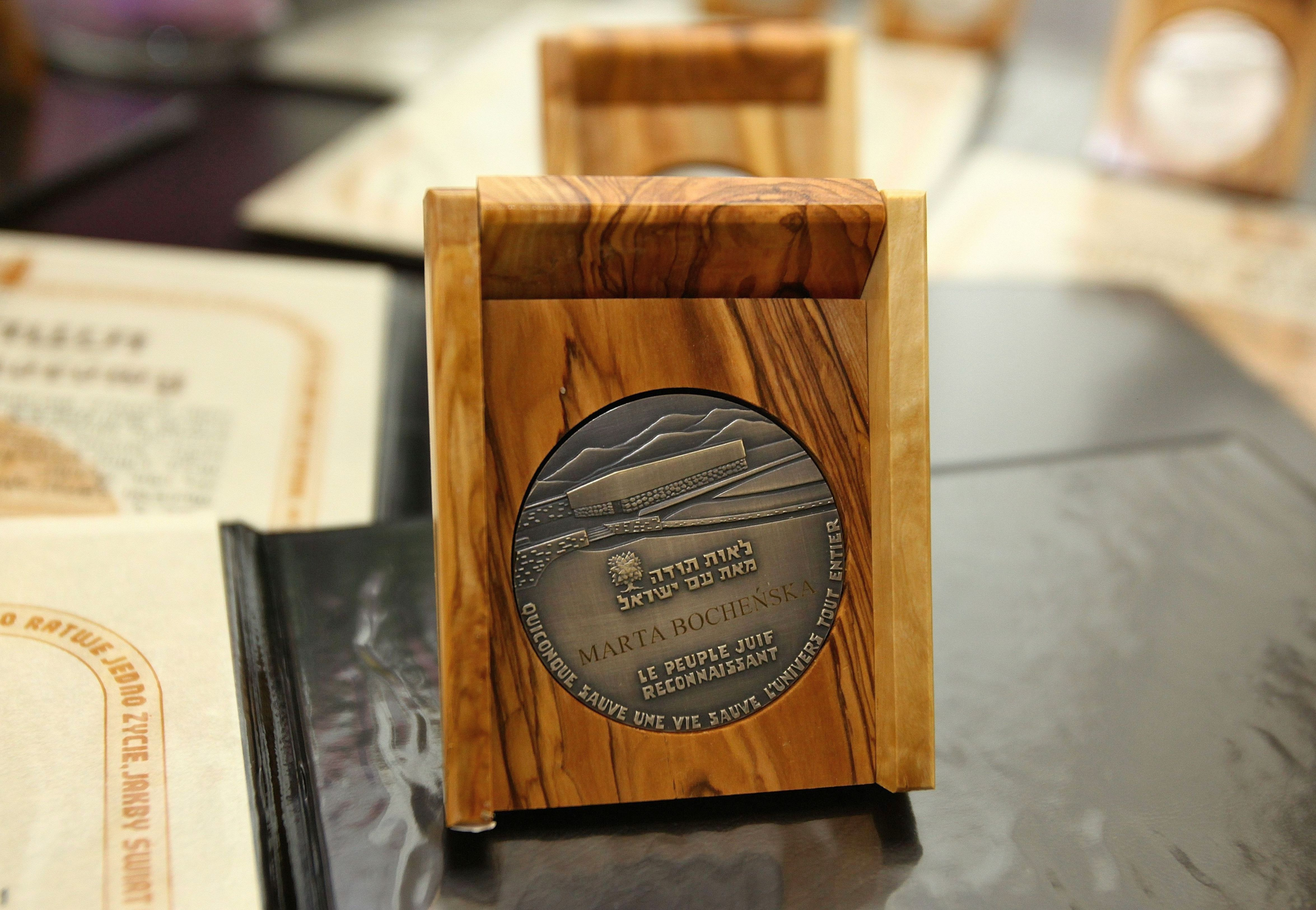
Medaglia del Giusto tra le nazioni

The Righteous Among the Nations Department, è il dipartimento di Yad Vashem incaricato di esaminare i requisiti di un non ebreo eleggibile alla onorificenza Giusto Tra le Nazioni.
Il dipartimento considera gli uomini "non ebrei" e le donne "non ebree" degni dell'onorificenza tutte quelle persone che durante il periodo della Shoah, «in un mondo di totale collasso morale», indifferente o ostile nei confronti degli ebrei, seppero sostenere i valori umani, prestando loro aiuto e soccorrendoli in vari modi, a rischio e pericolo della propria vita. L'indagine sui "Giusti" viene condotta «sulla base delle testimonianze dei sopravvissuti» o sulla base di documenti che dimostrino in maniera chiara e inconfutabile che il non ebreo rischiò la propria libertà e la stessa vita per venire in soccorso di uno o più ebrei minacciati di deportazione o di eliminazione, e fece questo solo per ragioni umanitarie e senza nessuno scopo materiale o occulto.
Il procedimento di riconoscimento di "Giusto" può essere condotto sia su persone viventi che su persone decedute. Al 1º gennaio 2020 il dipartimento ha riconosciuto 28 217 "Giusti" provenienti da 51 nazioni, tra cui anche 766 dall'Italia. Fra di essi ci sono «cristiani di tutte le denominazioni e chiese, musulmani e agnostici; uomini e donne di tutte le età; provenienti da tutti i ceti sociali; persone molto istruite come contadini analfabeti; personaggi pubblici come anche persone provenienti dai margini della società; abitanti delle città e agricoltori provenienti dai più remoti angoli d'Europa; professori universitari, insegnanti, medici, sacerdoti, suore, diplomatici, semplici lavoratori, inservienti, combattenti della resistenza, poliziotti, contadini, pescatori, un direttore dello zoo, un proprietario di un circo, e molti altri ancora». Gli studiosi che hanno cercato di studiare le motivazioni che spinsero i "Giusti" all'azione, hanno concluso che trattasi di un gruppo eterogeneo in cui l'unico denominatore comune sono stati l'umanità e il coraggio dovuti ai loro saldi principi morali.
Nel 1963, una commissione pubblica guidata dalla Corte suprema di Israele ha ricevuto l'incarico di conferire il titolo onorifico di Giusto tra le nazioni. La Commissione, di 35 membri, è formata da personalità pubbliche volontarie, professionisti e storici, molti dei quali sono essi stessi sopravvissuti alla Shoah. La Commissione è presieduta da un ex giudice della Corte Suprema: Moshe Landau (dal 1963 al 1970), Moshe Bejski (dal 1970 al 1995), Jakov Maltz (dal 1995 ad oggi). La commissione esamina ogni singolo caso, ed è l'unica responsabile per la concessione della onorificenza. Quelli riconosciuti ricevono una medaglia e un attestato d'onore ed i loro nomi sono scritti sulle "Pareti d'Onore" del Giardino dei Giusti di Yad Vashem.

## L'Istituto Internazionale di Ricerca sull'Olocausto
Hack Meyer è stato un ebreo polacco (Ciechanów 1914), deportato dai nazisti ad Auschwitz nel 1942 con i componenti della sua famiglia e tutti gli ebrei della sua città. La madre e la sorella vengono eliminate appena subito "la selezione" seguita al loro arrivo; lui e suo fratello sono invece "utilizzati" come bestie da soma per il trasporto di pesantissimi carri stracolmi degli effetti personali di ebrei internati, in un itinerario ripetitivo tra Auschwitz I ed Auschwitz II (Birkenau). Un anno dopo, anche suo fratello Gershon, debole e debilitato per il duro lavoro, non riesce a tenere più il passo e viene per questo ucciso, massacrato di botte, da un SS. Nel 1944 Hack, fintosi sarto, viene trasferito nella sartoria del campo. E qui, che il finto sarto, accumula nel tempo, diversi preziosi trovati opportunamente nascosti negli abiti dei deportati: orologi, diamanti, anelli, catenine ed orecchini, che nasconde in una buca scavata nel campo. Hack salva quei gioielli portandoli con sé anche quando è costretto ad essere "trasferito" nella marcia della morte verso il campo di concentramento di Dachau. Alla fine della guerra Hack si trasferisce a Boston negli Stati Uniti d'America, chiude quei gioielli in una scatola di ferro che non apre più per non fare i conti con il ricordo del suo doloroso passato. Nel 2006 vede il sito dell'ente israeliano Yad Vashem e le migliaia di oggetti che il Memoriale conserva a testimonianza dell'Olocausto, pensa alla sua scatola e comincia a parlare con i suoi amici del suo contenuto. Parla anche con il suo amico regista Steven Spielberg che gli consiglia: «Esci e racconta al mondo questa storia». Hack Meyer segue il consiglio, il 15 giugno 2009 è a Gerusalemme, ha 95 anni, "stanco" ma lucido, consegna i gioielli ai responsabili di Yad Vashem, perché siano mostrati fra tutti gli altri reperti e commenta: «Avevo bisogno di dare un posto definitivo a questi ricordi. Prima di darne uno al mio corpo».
(Iael Nidam-Orvieto, direttrice dell'Istituto Internazionale di Ricerca sull'Olocausto su una ricerca dell'istituto riguardante le lettere dei sopravvissuti alla Shoah)
(Olga, sopravvissuta ad Auschwitz e Bergen Belsen in una "prima" lettera inviata subito dopo la sua liberazione - Ricerca dell'Istituto Internazionale di Ricerca sull'Olocausto)
Una delle principali funzioni di Yad Vashem, oltre che alla commemorazione e alla educazione sulla Shoah, riguarda la ricerca e la documentazione sull'Olocausto. Per questa funzione, ritenuta fondamentale dell'ente, è stato preposto l'Istituto Internazionale di Ricerca sull'Olocausto, fondato nel 1993 e costruito nella zona nord dell'area del Memoriale, è una grande struttura fra un complesso di edifici, fra cui quello della Scuola Internazionale sulla Shoah.
Grazie all'aumentato «interesse internazionale sulla Shoah», l'istituto ha sviluppato obiettivi precisi che risponda a tale richiesta: «Sostenere ed incoraggiare la ricerca scientifica sulla Shoah» e su tutto quello che sia ad essa correlata, ponendosi come punto di raccordo per il coordinamento di ricerche avviate o in atto in diversi Paesi.
L'istituto è impegnato su diversi fronti con un'intensa attività poliedrica che lo colloca come istituto di riferimento autorevole su questo tipo di ricerca: «Progettazione e realizzazione di progetti accademici; organizzazione di convegni, conferenze e seminari; promozione di progetti di cooperazione tra istituti di ricerca; sostegno finanziario e accademico per studiosi e studenti della Shoah; pubblicazione di ricerche accademiche, documentazione, antologie di conferenze, diari, memorie e album sulla Shoah».
Direttore e supervisore dell'Istituto è il prof. Dan Michman, con uno staff di otto responsabili, accademici e studiosi, alcuni dei quali sono stati, anni fa, direttori dello stesso Istituto: Dina Porat, Yehuda Bauer, Israel Gutman, Bella Gutterman, Lilach Shtadler, Eliot Nidam Orvieto, Hadassa Cooper-Nissim e Yael Sharvit.
Ex direttrice dell'istituto è stata anche Iael Nidam-Orvieto che insieme a una taskforce di storici e accademici è stata promotrice di importanti studi e ricerche sull'olocausto fra cui quelle riguardanti gli ebrei italiani vittime del regime nazista e di quello fascista, temi sui quali è ritenuta una delle massime studiose.
L'istituto oltre a ricerche sui temi più vari, è specializzato, grazie ad alcuni suoi "sotto-centri", su alcune specifiche aree tematiche riguardanti la Shoah come è Il Centro "Diana Zborowski" per gli Studi sulle Conseguenze dell'Olocausto, il Centro per la Ricerca sulla Storia degli ebrei sovietici durante l'Olocausto e il Fondo per la Ricerca dell'Olocausto in Ungheria e la storia ebraica ungherese in onore del Dr. Ingrid D. Tauber. A loro volta questi sotto-centri conducono ricerche su tutti quei temi riguardanti le aree specifiche di loro competenza.

### Il Centro "Diana Zborowski" per gli Studi sulle Conseguenze dell'Olocausto
Una delle più importanti aree di indagine in cui è impegnato l'Istituto Internazionale di Ricerca sull'Olocausto è quella del "dopo Shoah", tanto importante, da dedicare un apposito centro di ricerca specializzato, il Centro "Diana Zborowski" per gli Studi sulle Conseguenze dell'Olocausto.
Il Centro è diretto dal dr. Zeev Mankowitz e da due comitati composti da tredici studiosi: un comitato direttivo, e un comitato accademico. Lo scopo del centro è quello di «avviare, coordinare e sostenere la ricerca relativa alle conseguenze e alle implicazioni della Shoah». Le aree di competenza e i progetti del Centro sono molteplici ed implicano ricerche dettagliate riguardanti tutti gli aspetti delle conseguenze del dopo Olocausto che il centro ha raccolto in una Guida Bibliografica dell'Olocausto.:
- I sopravvissuti - Il destino dei She'erith Hapleitah[141] (rimanenti sopravvissuti) nell'Europa a fine guerra, la permanenza, la vita e gli ulteriori disagi nei campi profughi, gli sforzi sopportati per tornare a casa, l'ulteriore esodo rappresentato dai viaggi per ritornare alle proprie destinazioni, il passato che torna a fare i conti con il presente nel paese scelto per la nuova vita. L'impatto dell'Olocausto sui figli.
- Le risposte politiche degli ebrei alla Shoah - Le risposte politiche alle conseguenze della Shoah nello Stato di Israele e nelle comunità ebraiche di tutto il mondo.
- I criminali di guerra - La ricerca delle prove sui criminali di guerra, sui collaborazionisti e i loro complici. Le azioni di individuazione e di "caccia" nei confronti dei nazisti per consegnarli alla giustizia.
- I risarcimenti e le restituzioni delle proprietà - La lotta per rientrare in possesso delle proprietà ebraiche, private e pubbliche, perse durante il periodo della Shoah, il risarcimento da parte della Germania.
- La commemorazione nelle sue varie forme - Comitati storici, la raccolta delle testimonianze dei sopravvissuti, Le memorie nei libri dei sopravvissuti, i monumenti della Memoria, l'organizzazione di istituzioni atte a commemorare,
- L'insegnamento dell'Olocausto - Lo studio accademico multidisciplinare della Shoah in tutte le sue forme, la pubblicazione di studi sull'Olocausto, le riflessioni filosofiche e teologiche; la letteratura, l'arte, il teatro e il cinema relativi all'Olocausto.

Alcuni fra i temi di progetti e di ricerche già concluse, sono stati: L'Europa negli occhi dei sopravvissuti alla Shoah, Studi sulla Commemorazione della Shoah e Le prime e le successive testimonianze dei sopravvissuti come chiave per cambiare le prospettive sulla Shoah.

## La Scuola Internazionale per gli Studi della Shoah
Opera degli architetti David Guggenheim e Daniel Minz il nuovo complesso di edifici che fa riferimento alla Scuola Internazionale, è sito nell'area nord di Yad Vashem accanto all'Istituto Internazionale di Ricerca sull'Olocausto, una grande area ben definita, dedicata allo studio e alla ricerca, separata dai diversi monumenti, dalla maggioranza dei memoriali e da tutta l'area museale di Yad Vashem.
La Scuola Internazionale per gli studi della Shoah, viene fondata nel 1993, in un periodo in cui Yad Vashem forte dell'esperienza maturata nei precedenti quattro decenni, amplia la sua sfera di interessi sulla Shoah, ed affianca a scopi come la commemorazione e il ricordo , anche l'educazione, la documentazione, la ricerca, la divulgazione e lo studio sulla Shoah, campi atti ad informare, educare e formare, nelle intenzioni della Scuola, tutte le generazioni future.
I numeri che riguardano la Scuola, la pongono come punto di riferimento internazionale nello studio della Shoah: Duecento educatori, migliaia di professionisti e studenti atti ad «integrare la ricerca accademica con le necessità pedagogiche», diciassette classi multimediali, un centro multimedia, un centro pedagogico e un auditorio.
Il 22 luglio 2015, il Visual Center di Yad Vashem, la videoteca digitale più importante del mondo per i film sull'Olocausto, si è arricchito di un'ulteriore e preziosa testimonianza sui film della Shoah: un Premio Oscar proveniente dal più famoso film sull'Olocausto, vincitore di sette Oscar:Schindler's List - La lista di Schindler di Steven Spielberg. La donazione della statuetta d'oro è stata fatta da Branko Lustig, il produttore cinematografico hollywoodiano croato di origini ebraiche. Branco Lustig è il più famoso cineasta croato, conosciuto ad Hollywood per le sue molteplici produzioni cinematografiche e vincitore di due premi Oscar, nel 1993 con Schindler's List di Steven Spielberg e nel 2000 con Il gladiatore di Ridley Scott. Branko nacque a Osijek in Croazia, ebreo in una famiglia praticante che frequentava regolarmente la sinagoga. Era un ragazzino di appena tredici anni quando con tutta la sua famiglia venne deportato. La stragrande maggioranza dei suoi famigliari venne trucidata nei campi di sterminio di mezza Europa, sua nonna in una camera a gas, sopravvissero solo lui e sua madre. Branko venne internato nei campi di concentramento di Auschwitz e Bergen-Belsen si salvò miracolosamente grazie ad un nazista che era della sua stessa città di origine e conosceva il padre. Dopo la liberazione si riunì con sua madre, incominciò timidamente a lavorare nel mondo del cinema nella Croazia del dopoguerra fino a quando decise di fare un salto di qualità e trasferirsi negli Stati Uniti d'America, dove ben presto si affermò come uno dei produttori più prolifici del mondo del cinema. A 83 anni, il 22 luglio 2015,
Branko Lustig era a Gerusalemme, accompagnato dal Presidente della Croazia Kolinda Grabar-Kitarović e alla presenza di Liat Benhabib direttrice del Visual Center, e del direttore di Yad Vashem Avner Shalev, ha consegnato uno dei due oscar della sua carriera, il più significativo per Yad Vashem, l'Oscar per il film Schindler's List. Branco Lustig nell'occasione ha dichiarato «Sono molto onorato, sento che questo è il luogo più opportuno per l'Oscar»
L'Educazione sull'Olocausto secondo i criteri sviluppati dalla Scuola Internazionale «è interdisciplinare, multiforme e multi-direzionale», e si concentra su un insegnamento capillare a 360°, analizzando la vita degli individui vissuti prima, durante e dopo l'Olocausto e mettendo in risalto come questi individui furono costretti ad affrontare quel periodo con "scelte senza scelta"
L'offerta educativa prevista in funzione dell'educazione all'Olocausto da trasmettere in eredità alle giovani generazioni, è multiforme:
attività educative multilingue per alunni e studenti, seminari di formazione per insegnanti tenuti in Israele e all'estero, organizzazione simposi internazionali, e perfino corsi di insegnamento on-line, il tutto con una varietà di programmi e di sussudi educativi.
(La filosofia della Scuola e il requisito principale richiesto dagli insegnanti della Scuola)
La Scuola di Yad Vashem ha stabilito delle "linee guida" che definiscono sia l'insegnamento che l'approccio degli insegnanti alla Shoah.
Psicologi ed educatori hanno infatti sviluppato programmi e materiali per ogni fascia d'età, dallo studente bambino più piccolo a quello più grande di livello universitario. È filosofia della Scuola, infatti, «che le persone di tutte le età sono in grado di affrontare l'Olocausto ad un livello appropriato», con un insegnamento basato già per i più piccoli su "valori etici", con un «processo educativo» atto a sviluppare la propria identità morale che nel tempo contribuisca a formare «una società più etica».
La Scuola enfatizza un approccio interdisciplinare che non sia focalizzato esclusivamente sulla "disciplina storica" dello studio dell'Olocausto, ma uno sapere che includa «la [...] comprensione degli esseri umani [...] e quindi l'arte, la letteratura, la filosofia e molto altro ancora. L'incorporazione di queste discipline consente l'accesso a parti della psiche umana che l'esame intellettuale di documenti storici da sola non sempre facilita». Mentre gli storici puntano alla «natura narrativa della storiografia» con le sue varie interpretazioni, la Scuola integra l'offerta formativa oltre che con la storiografia, anche con la memoria dell'Olocausto e con altri punti di vista, come per esempio, quella dei sopravvissuti all'olocausto a cui assegna «un ruolo centrale nella scrittura della storia dell'Olocausto», lo fa, per ora, con testimonianze ed incontri diretti con i singoli sopravvissuti, mentre studia futuri metodi alternativi dell'insegnamento della memoria, visto che questa importante "risorsa" si esaurirà con la morte degli ultimi sopravvissuti.
Un altro aspetto dell'insegnamento della Scuola, riguarda lo studio dei valori ebraici e di quelli universali. Il nazismo aveva un'ideologia basata sul razzismo più radicale che aveva come obiettivo la eliminazione fisica delle persone, l'omicidio. Gli ebrei, afferma la Scuola, hanno sempre creduto ed avuto i loro valori, che sono poi universali, basati sui Dieci comandamenti che ordinano di "non uccidere". Per cui parte dell'insegnamento della Scuola è basato proprio su un programma che «inculca valori universali della salvaguardia dei diritti umani, e promuove la responsabilità individuale nella lotta al razzismo e alla xenofobia».
Un'altra materia ritenuta fondamentale dalla Scuola è quella che riguarda i "Giusti tra le Nazioni". Mentre nel periodo dell'Olocausto la maggioranza delle persone avevano addormentato le proprie coscienze rendendole "indifferrenti" alla sofferenza di uomini senza colpa, ci furono uomini coraggiosi e compassionevoli che usarono opportunamente il loro libero arbitrio, basando le loro azioni sui loro valori etici universali: I Giusti. Sono stati migliaia gli uomini e le donne pronti a mettere a rischio la loro vita per salvare gli ebrei. La Scuola ritiene che il «Giusto tra le Nazioni serva come un potente strumento educativo, e che questo sforzo sia stato unico al mondo in termini di natura e di sua estensione» e mostra come le scelte individuali possono essere scevri da qualsiasi condizionamento ideologico, politico, culturale e religioso sfidando le convenzioni, le opinioni più popolari ed il comportamento della maggioranza.
Uno studente che ha un'opportuna conoscenza di queste materie e «si sente emotivamente in grado di affrontare il tema», può essere per la Scuola, eleggibile all'insegnamento. Questi si preparerà quindi con tutti i mezzi didattici e i metodi pedagogici messi a disposizione dalla Scuola, e gli sarà assegnata una classe.

### Dipartimento Europeo della Scuola Internazionale per gli Studi della Shoah
Il Dipartimento Europeo della Scuola Internazionale per gli Studi della Shoah, è un'istituzione voluta da Yad Vashem per promuovere
l'istruzione della Shoah in Europa. La proposta avanzata dall'Ente fu approvata nel 2005 dall'International Commission on Holocaust Era Insurance Claims (ICHEIC), commissione nata nel 1998 e preposta per sovvenzionare progetti umanitari che avevano a che fare con la Shoah.
Il Dipartimento Europeo della Scuola Internazionale per gli Studi della Shoah sovrintende a sua volta sull'ICHEIC Program for Holocaust Education in Europe con lo scopo che è «quello di preservare la memoria della Shoah e trasmetterla alle nuove generazioni, combattere l'espansione dell'antisemitismo odierno, salvaguardare i diritti umani e prevenire razzismo e xenofobia».
Yad Vashem ha contattato diversi paesi europei, stringendo accordi con diverse «istituzioni statali ed organizzazioni non-governative» per sviluppare programmi "ad hoc" per ogni diverso contesto nazionale. Il risultato è stato che le nazioni europee che hanno aderito al programma e per le quali sono stati sviluppati corsi di insegnamento fino al 2015 sono: Italia, Austria, Belgio, Croazia, Repubblica Ceca, Danimarca, Finlandia, Francia, Germania, Grecia, Ungheria, Liechtenstein, Lituania, Paesi Bassi, Norvegia, Polonia, Romania, Russia, Slovacchia, Svezia, Ucraina e Gran Bretagna.
Il principale obiettivo della Scuola Internazionale che sovrintende al dipartimento europeo, è quello «di fornire strumenti storici, didattici e metodologici agli educatori europei spronandoli e facilitandoli nel compito di affrontare valenze e significati di questi avvenimenti che occupano un posto così importante nella storia mondiale».
Grazie all'esperienza maturata fino ad oggi con i corsi tenuti dalla Scuola Internazionale allo Yad Vashem, sono state messe a punto linee e "temi guida" di base per tutti i corsi, linee e temi basati sulla filosofia didattica dell'ente di Gerusalemme e validi anche per tutti i paesi europei:
- Insegnamento interdisciplinare della Shoah, appropriato alle diverse fasce d'età.
- Insegnamento didattico che mette l'uomo al centro della storia, anziché l'analisi di freddi numeri e dati statistici sulle vittime.
- Insegnamento della vita delle comunità ebraiche prima della Shoah, un mondo cancellato e misconosciuto da molti.
- Insegnamento delle questioni suscitate dal "dopo Shoah".

L'attività della Scuola, in collaborazione con gli interlocutori esteri, include la produzione di «materiali didattici in diverse lingue e per diverse fasce d'età»; organizza per le esigenze di ogni singola nazione, seminari full immersion per educatori, della durata «dai dieci giorni alle due settimane» con un programma atto «a fornire ai partecipanti sia la conoscenza storica che gli strumenti didattici per insegnare la Shoah e sensibilizzarli a riconoscere forme di antisemitismo, di intolleranza e di xenofobia» e incontri con i sopravvissuti.
Al ritorno dai corsi "gli studenti" che hanno ricevuto la formazione di "insegnanti" o "educatori" possono organizzarsi fra di loro per studiare i più diversi progetti, utili per le esigenze dei propri paesi. Conferenze tenute in Israele e in Europa, inoltre, consolidano sia la conoscenza delle materie studiate ai seminari, sia scambi di esperienze avute come insegnanti che idee ed opinioni sui programmi. Ma oltre al confronto fra educatori dello stesso paese, un'iniziativa annuale che mette a confronto le esperienze di docenti di paesi diversi, è quella che si tiene dal 2006 al seminario di Auschwitz «in collaborazione con il suo Museo locale» e che prevede la partecipazione di due partecipanti per ogni nazione che ha aderito al programma del dipartimento europeo, partecipanti che in tutti i casi hanno precedentemente seguito il seminario principale della Scuola Internazionale per gli Studi della Shoah di Yad Vashem.

#### Il "Desk Italia"
Grazie all'aumentato interesse della conoscenza della Shoah e alla conseguente richiesta crescente di progetti educativi su di essa che potessero interessare il Paese di appartenenza dei richiedenti, Italia compresa, nasce nel 2005 il "desk Italia" della Scuola Internazionale per gli Studi della Shoah. Lo scopo del desk Italia è infatti quello di organizzare progetti educativi dedicati a solo docenti italiani, che prevede oltre al corso vero e proprio, un preseminario di preparazione al corso da tenere in Italia
Il primo seminario per docenti italiani è stato organizzato, prima della sua istituzione ufficiale, ovvero nel 2000, di seguito nel 2005 in collaborazione del Ministero dell'istruzione, dell'università e della ricerca, nel 2007, nel 2009, e con due seminari nel 2010, a gennaio e agosto-settembre, anche quest'ultimo in collaborazione del MIUR, e nel 2012, e 2015
Dal 2000, il desk Italia ha collaborato per i suoi corsi con diverse istituzioni italiane: i Figli della Shoah, l'Ufficio scolastico regionale della Lombardial, l'Istituto Nazionale per la Storia del Movimento di Liberazione in Italia, il Centro di documentazione ebraica contemporanea, il Ministero dell'istruzione, dell'università e della ricerca, il Comune di Rimini e l'Istituto tecnico Luca Pacioli di Crema. I corsi vengono tenuti grazie all'aiuto didattico messo a disposizione di tutti gli insegnanti italiani da Yad Vashem

## Altri monumenti e memoriali nell'area di Yad Vashem

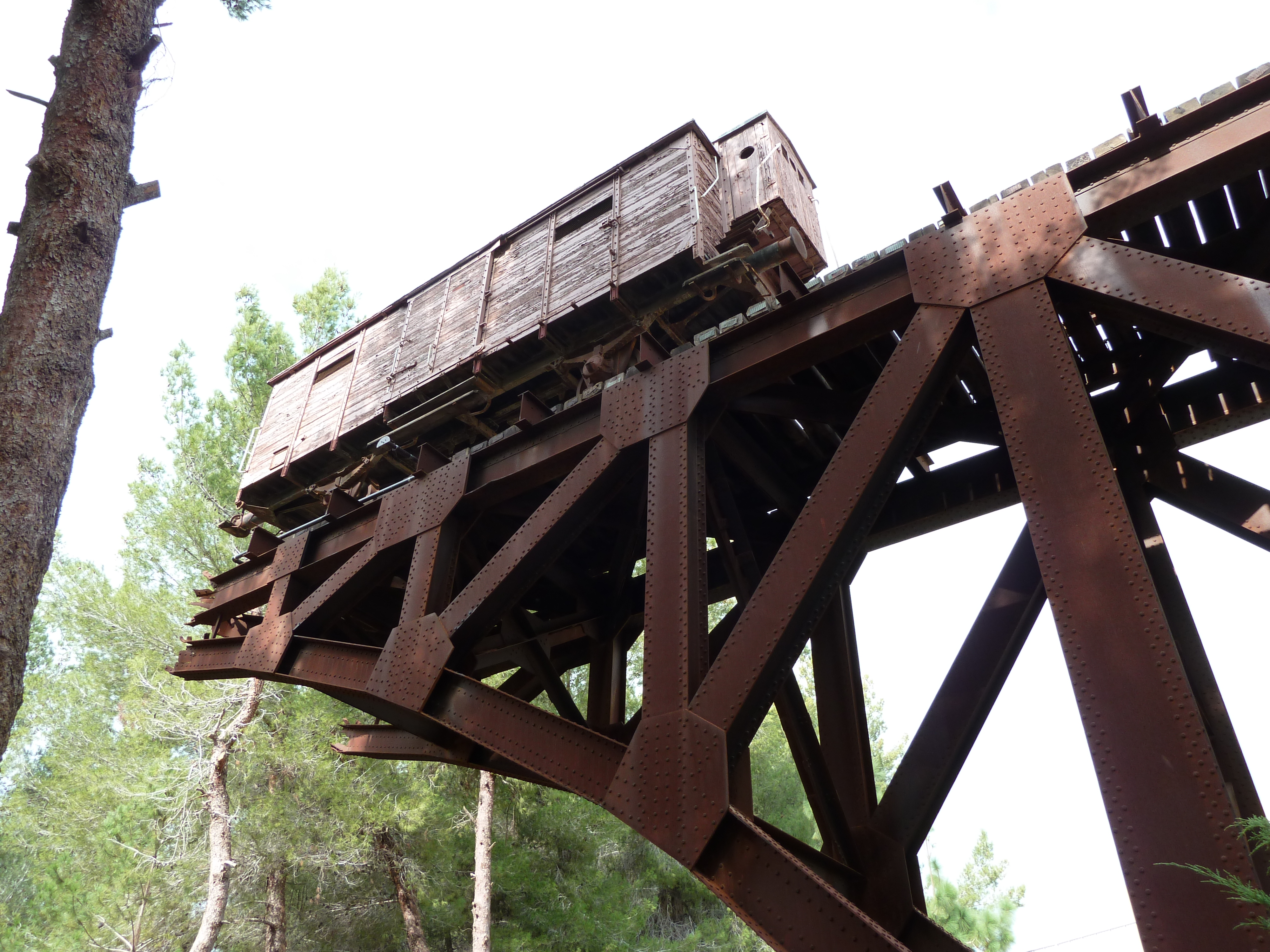
Memoriale della deportazione

Nell'area del memoriale, oltre ai memoriali e monumenti principali, sono esposti diversi altri monumenti, targhe e stele riguardanti l'olocausto.
Vicino al "Giardino dei Giusti tra le Nazioni" dell'area del memoriale, c'è il memoriale alla deportazione, un monumento consistente in un angoscioso originale carro bestiame dell'epoca nazista collocato su un ponte ferroviario interrotto. Un ipotetico abisso, che simboleggia nelle intenzioni dei curatori della mostra, le vite strappate, in bilico fra la vita e la morte. I vagoni, i binari e le ferrovie sono tutti elementi principali nella storia della Shoah. In quei vagoni freddi, senza luce, senza servizi igienici trovavano posto bambini, donne e uomini stipati fino all'inverosimile che viaggiavano per migliaia di chilometri, attraversando l'Europa, prima di giungere alle loro destinazioni di morte.

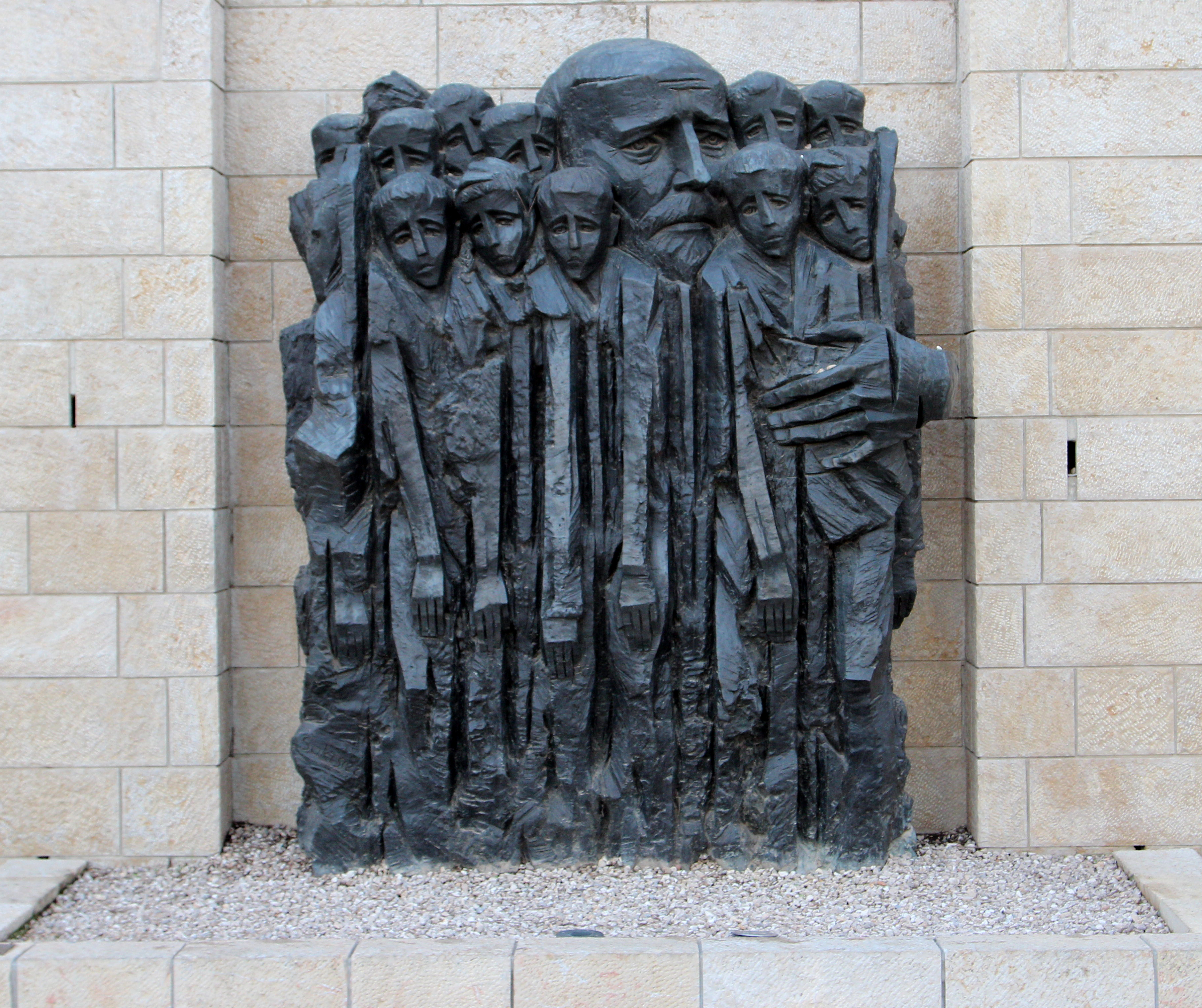
Monumento a Janusz Korczak (Varsavia 1878 – Treblinka, 1942)

Nei pressi del Memoriale dei Bambini, c'è una piazza con il relativo monumento dedicato all'educatore e scrittore ebreo-polacco Janusz Korczak, pseudonimo di Henrik Goldschmidt. Opera dello scultore Boris Saktsier il monumento interpreta l'affetto mostrato fino al martirio che Korczak nutriva verso i bambini dell'orfanotrofio in cui insegnava. L'opera in bronzo rappresenta il volto intristito dell'educatore ed un braccio enorme che abbraccia i "suoi" bambini in segno di protezione. Janusz Korczak fu uno dei martiri ebrei della Shoah. La mattina del 5 agosto 1942 i 200 bambini dell'Orfanotrofio del ghetto di Varsavia furono prelevati dalle SS per essere mandati allo sterminio nel campo di Treblinka. Korczak li accompagnava dopo averli fatti ben vestire con gli abiti migliori e camminare ordinati mano nella mano come se andassero a fare una gita. Gli ufficiali nazisti si opposero e non gradirono che una personalità del rilievo di Janusz Korczak fosse deportata, ma lui rifiutò la salvezza per seguire i suoi bambini fino alla fine. Sembra che sia morto di dolore sul treno diretto a Treblinka.

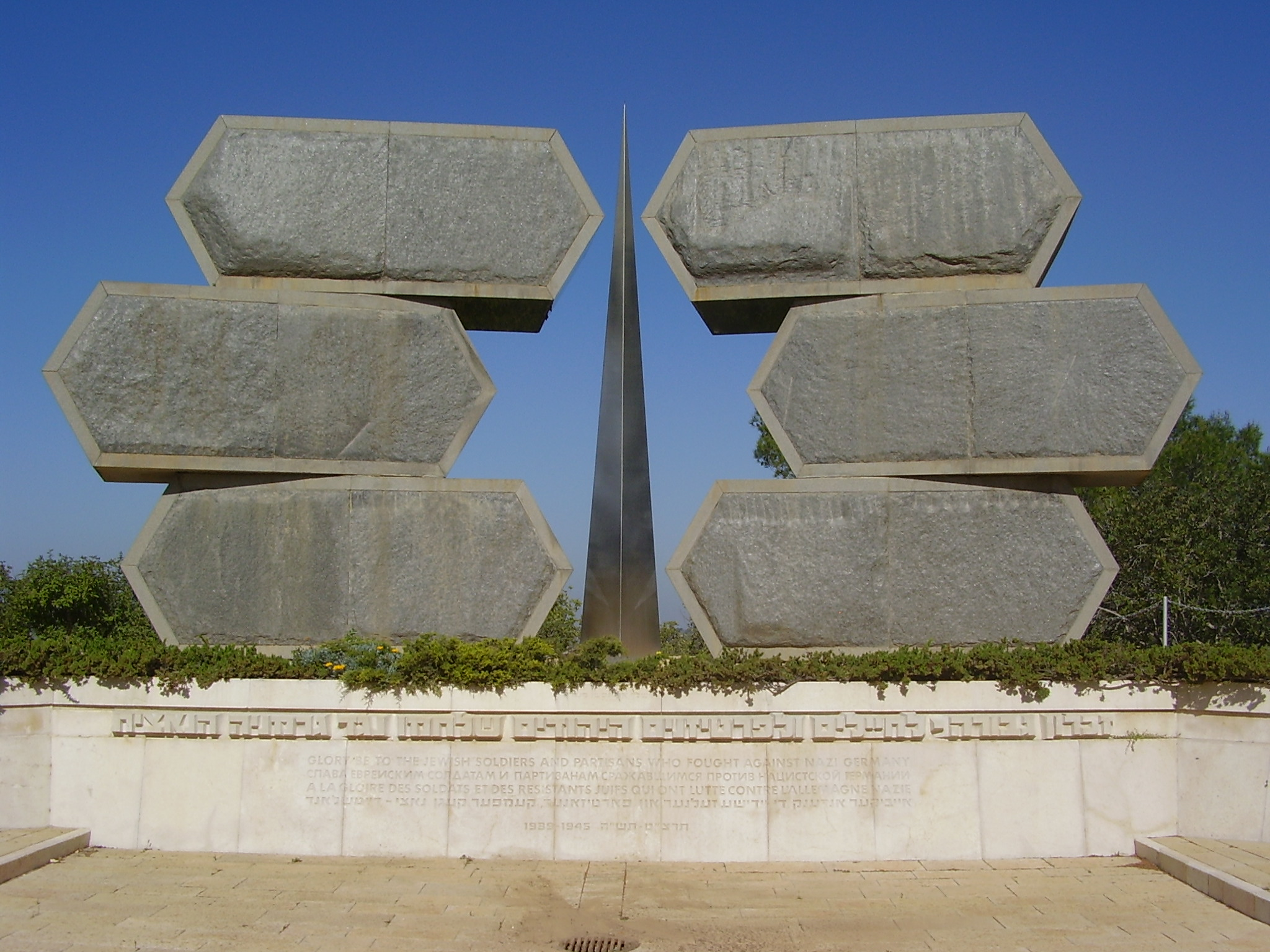
Monumento ai partigiani ebrei

Poco lontano dal "carro merci in bilico" c'è il Monumento ai partigiani ebrei, opera dello scultore Bernard Fink. Il Memoriale è composto da sei grosse pietre esagonali che simboleggiano i sei milioni di vittime della Shoah, pietre che intersecate fra loro formano una stella di David, simbolo del popolo ebraico. Al centro una spada a punta piramidale rivolta verso il cielo simbolo di resistenza armata. Una scritta incisa sulla pietra in quattro lingue: inglese, russo, francese ed ebraico recita: Alla gloria dei soldati e partigiani ebrei che hanno combattuto contro la Germania nazista. La storia riguardante i partigiani ebrei è ancora poco conosciuta, ma questi ebbero un ruolo importante nella lotta al nazismo. Furono migliaia gli ebrei che parteciparono in quasi tutti i movimenti di resistenza in Europa, sia come membri di organizzazioni non ebraiche che in movimenti clandestini ebraici come in Francia e in Ungheria. Si calcolano in un milione e mezzo ebrei soldati, partigiani e resistenti dei ghetti che parteciparono attivamente a movimenti di resistenza nella seconda guerra mondiale.

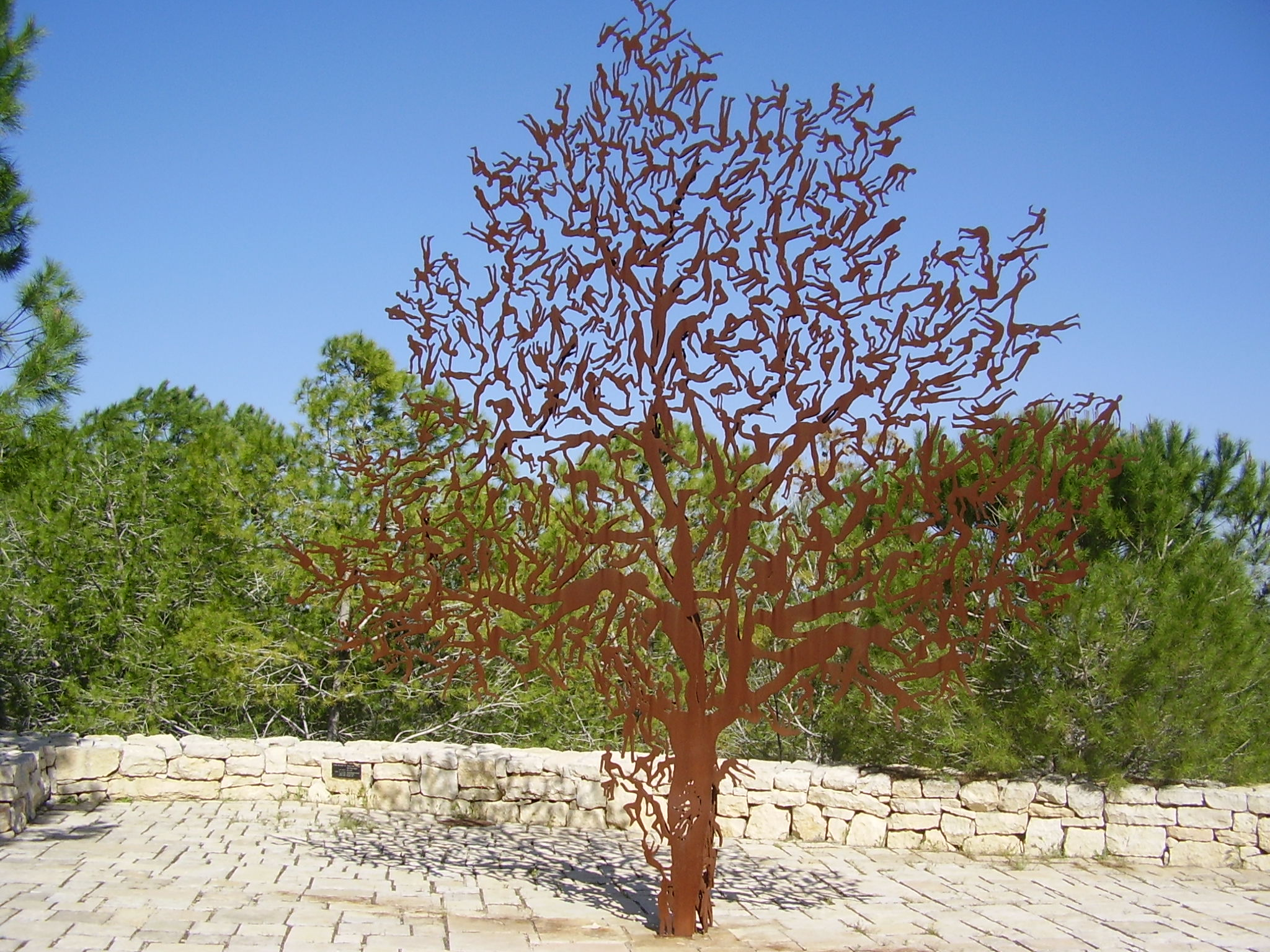
La scultura dell'albero "vivente" nel Panorama dei Partigiani

Nella stessa area del Memoriale ai partigiani, c'è il Panorama dei Partigiani che «si affaccia sul bosco di Gerusalemme». Ideato dall'architetto Dan Zur, il Panorama omaggia tutti gli ebrei che si unirono ai partigiani durante il periodo della Shoah Il Panorama ha come principale elemento una scultura "vivente", dello scultore Zadok Ben-David, di un albero i cui rami e foglie sono fatte da figure umane: uomini, donne e bambini; rappresentano «la crescita e la speranza». L'albero è stato scelto come «simbolo del partigiano la cui vita dipendeva dal bosco e dei suoi alberi come un posto dove nascondersi». La scultura è stata anche ispirata da un versetto del Vecchio Testamento della Bibbia e precisamente Deuteronomio capitolo 20 versetto 19, che recita: "Nel caso che tu ponga l'assedio a una città per molti giorni combattendo contro di essa per catturarla, non ne devi rovinare gli alberi brandendo contro di essa la scure; poiché da essi devi mangiare, e non devi tagliarli, poiché è l'albero del campo un uomo che debba essere assediato da te?". Su una pietra nelle vicinanze della scultura dell'albero, l'inno dei partigiani in tre lingue: ebraico, Yiddish ed in inglese.

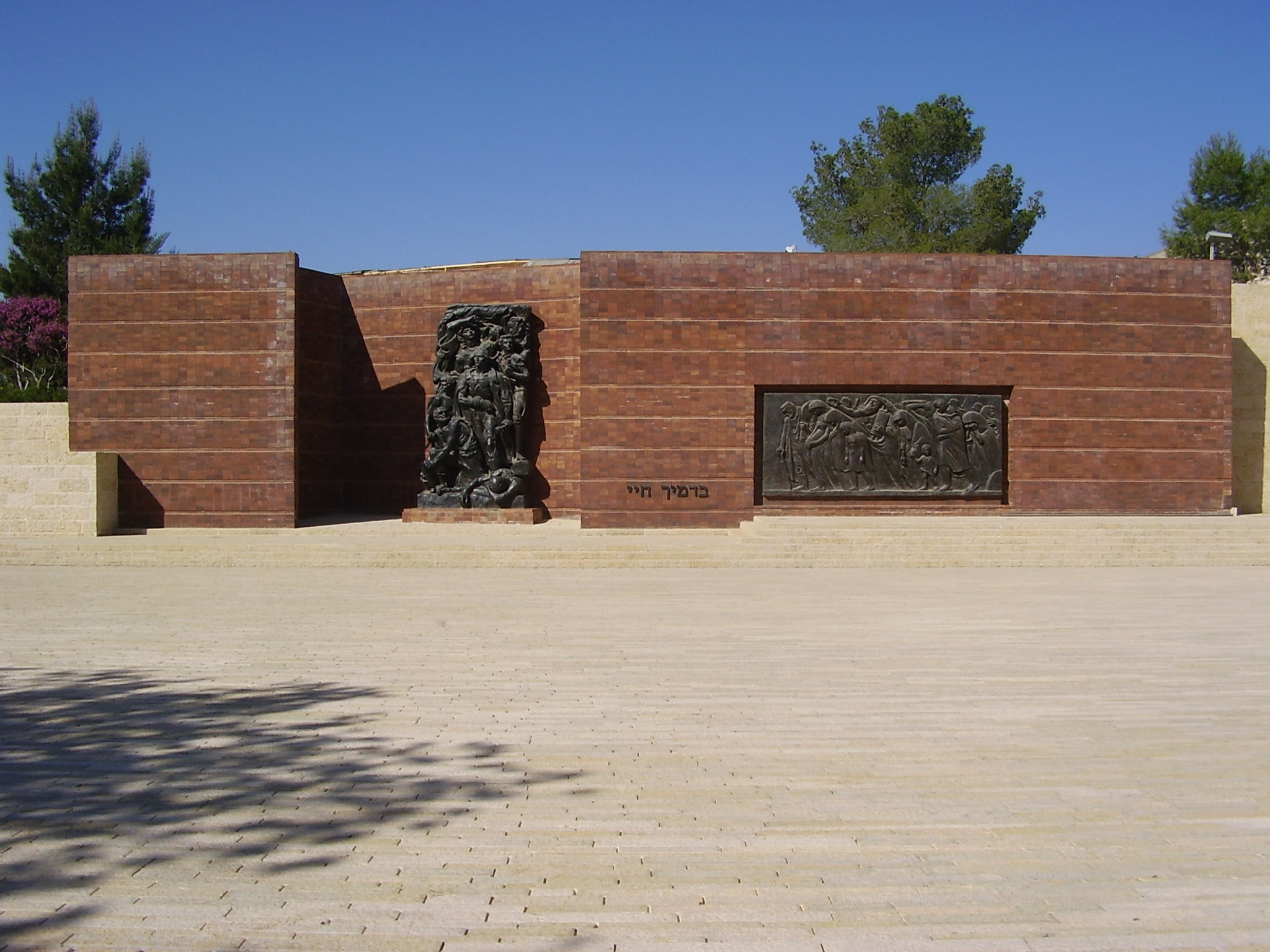
Le due sculture del Muro della Memoria nella Piazza del Ghetto di Varsavia,(vedi le prime due foto nella Galleria)

A metà strada fra il "Giardino dei Giusti tra le Nazioni" e il "Museo storico", c'è la Piazza del Ghetto di Varsavia con il suo Muro della Memoria che si propone di ricordare l'esistenza del più grande ghetto dell'Europa orientale, in Polonia. La realizzazione di questo proposito fu affidato allo scultore ebreo-polacco Nathan Rapaport sopravvissuto egli stesso allo sterminio dell'olocausto. Rapaport ha realizzato un muro nella piazza con due sculture in bronzo. Una commemora la rivolta del Ghetto, mostrando in primo piano, fra altri combattenti armati, il leader ebreo Mordechaj Anielewicz comandante della ŻOB, Żydowska Organizacja Bojowa (Organizzazione ebraica combattente) che organizzò la resistenza armata contro i nazisti nel Ghetto (l'identica scultura si trova anche come monumento a Varsavia). L'altra scultura posta sullo stesso muro a pochi metri dalla prima, ed è intitolata "L'ultima marcia". Rappresenta bambini donne e uomini ricurvi su se stessi e piangenti, in marcia verso i campi di sterminio; scortati da soldati nazisti, la scultura non mostra i volti dei persecutori, questi rimangono senza volto, e sono riconoscibili solo per il classico elmetto da fante tedesco e dalle loro baionette

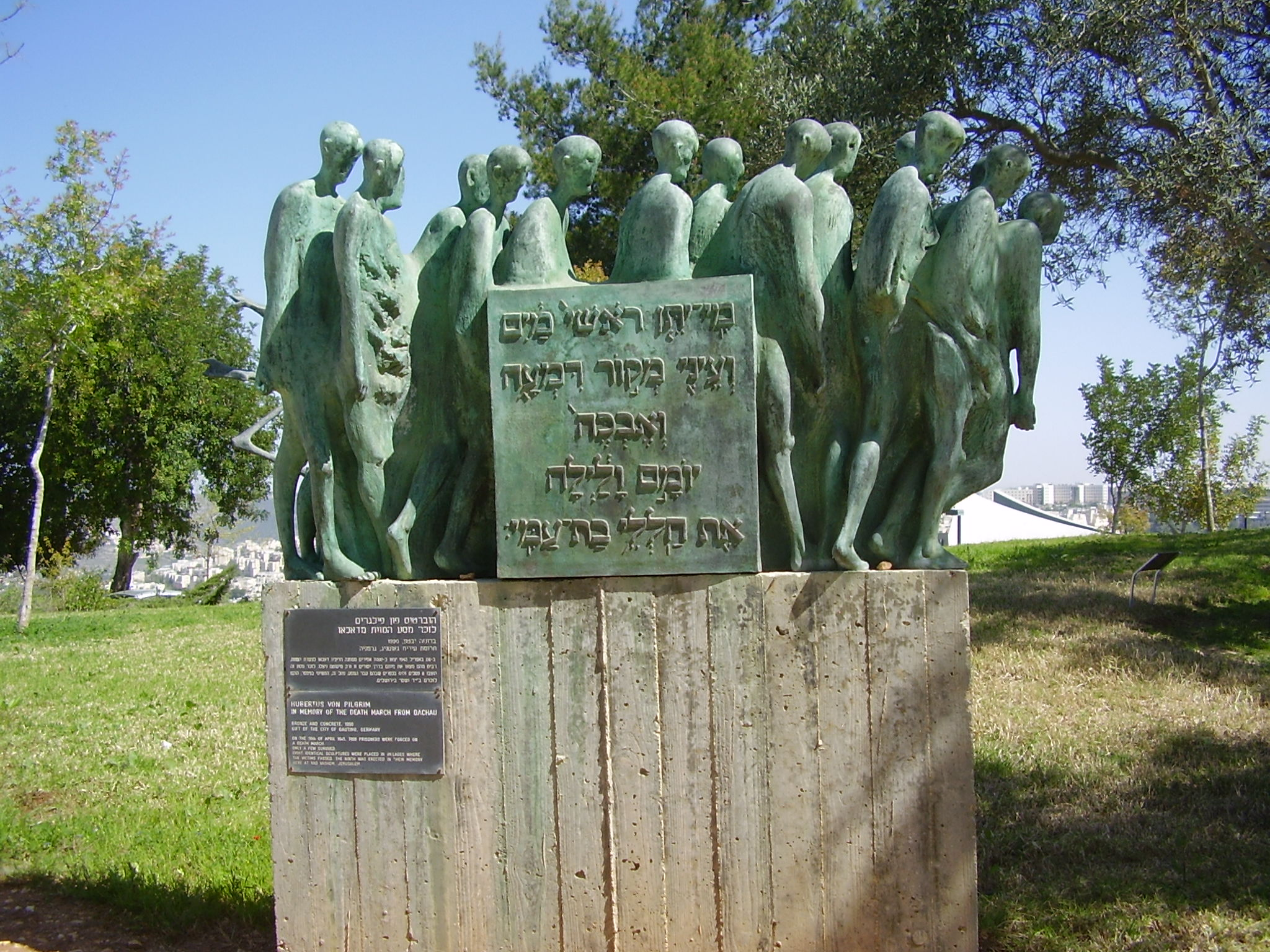
Monumento alle marce della morte di Dachau

Uno dei monumenti più imponenti nell'area del Memoriale, è quello dedicato alle marce della morte del campo di concentramento di Dachau. Realizzato in bronzo rappresenta "una folla" di prigionieri ricurva ed affaticata in marcia.
Dachau, istituito nel 1933, è noto per essere stato il primo campo di concentramento nazista e per essere uno degli ultimi, verso la fine di aprile del 1945 ad essere stato liberato.Proprio per la sua tardiva liberazione, ci furono marce della morte organizzate da altri campi di concentramento che ebbero come destinazione Dachau, come avvenne, per esempio, con quella che partì dal Campo di concentramento di Buchenwald nel marzo 1945 e quella di aprile dello stesso anno, con l'evacuazione di 28.000 prigionieri verso altri campi (Dachau inclusa), quando ormai fu chiara l'imminente avanzata e la seguente liberazione del campo vicino a Weimar, da parte della 89ª Divisione Fanteria della Terza Armata degli Stati Uniti d'America. Ci fu una marcia della morte anche da Dachau, prima della sua liberazione il 29 aprile del 1945, marcia che attraverso le città bavaresi di Gruenwald, Wolfratshausen ed Herbertshausen
Le "marce della morte" furono un altro aspetto cruento della persecuzione nazista perpetuata su ogni tipo di prigioniero, anche se quelli ebrei furono coloro che pagarono il tributo più alto, visto che nei campi di sterminio nazisti, gli ebrei erano di numero considerevole. I prigionieri, già affamati, infreddoliti, deboli e demoralizzati erano costretti a percorrere lunghi percorsi, a piedi, stipati in vagoni merci su barconi sovraffollati, per giungere ad un'altra destinazione di prigionia, chi non seguiva la marcia veniva eliminato immediatamente con un colpo di pistola. Secondo gli storici della Shoah, con l'avanzata da oriente delle truppe sovietiche e ad occidente di quelle americane ed inglesi e quindi con la Germania e la Polonia accerchiata, quelle evacuazioni forzate erano dovute a tre principali convinzioni delle autorità naziste: 1. Non lasciare nessun prigioniero in vita in modo che potesse raccontare ai liberatori, i soprusi nazisti, 2. La convinzione del "riutilizzo" di quei prigionieri per la loro produzione bellica in un altro luogo, e 3. La convinzione (ne era convinto anche Himmler) che i prigionieri ebrei potessero rappresentare una sorta di "merce di scambio" e "ostaggio" di una pace separata con gli alleati permettendo «la sopravvivenza del regime nazista». Il monumento di Yad Vashem è preposto per ricordare le marce della morte, un aspetto della Shoah, per molti misconosciuto.

## Yad Vashem per Auschwitz - Birkenau
(Estratto del messaggio di Elie Wiesel all'inaugurazione della mostra permanente "Shoah" ad Auschwitz)
Auschwitz-Birkenau entrando nella coscienza collettiva «come la rappresentazione della suprema malvagità umana», occupa il posto più importante nella cultura della memoria della Shoah, sia per il triste primato delle vittime rispetto ad altri campi di sterminio e concentramento nazisti (oltre un milione di ebrei e circa 125.000 non ebrei), sia per importanti iniziative ispirate agli avvenimenti che contraddistinsero il campo. La più importante, è quella riguardante la sua liberazione da parte delle truppe dell'Armata Rossa il 27 gennaio 1945. Per decisione della Organizzazione delle Nazioni Unite infatti, è stato stabilito che fosse proprio la data della liberazione di Auschwitz-Birkenau e quindi il 27 gennaio di ogni anno, quella della celebrazione mondiale del Giorno della Memoria).
Dopo la seconda guerra mondiale il governo comunista polacco decise, fra le altre iniziative che riguardavano i musei e le mostre nazionali ad Auschwitz e Birkenau (Auschwitz I ed Auschwitz II), di dedicare nel 1960, il blocco 27 di Auschwitz I a una mostra permanente sull'olocausto degli ebrei. Con il tempo però, queste mostre, divennero obsolete «sia in termini di contenuto che di visualizzazione». Subì la stessa sorte anche la mostra del blocco 27, con il risultato che proprio per la fatiscenza delle strutture, i non ebrei evitavano la mostra mentre gli ebrei si fermavano al blocco, solo per il tempo strettamente necessario.
All'inizio degli anni 90, da parte delle autorità polacche, ci fu molta più attenzione per modernizzare e rendere più accurate le strutture museali e le mostre che le riguardavano. L'attenzione fu rivolta anche ai blocchi di Auschwitz, dove nel frattempo c'era stato un aumento esponenziale di visitatori e scolaresche provenienti da tutto il mondo, che desideravano conoscere da vicino quei musei e memoriali a cielo aperto. Nel 2005 visitò Auschwitz-Birkenau, anche il primo ministro israeliano Ariel Sharon che resosi conto dello stato decadente del blocco 27, presentò al suo governo la proposta di modernizzare e ristrutturare quel blocco, creando una nuova mostra permanente.

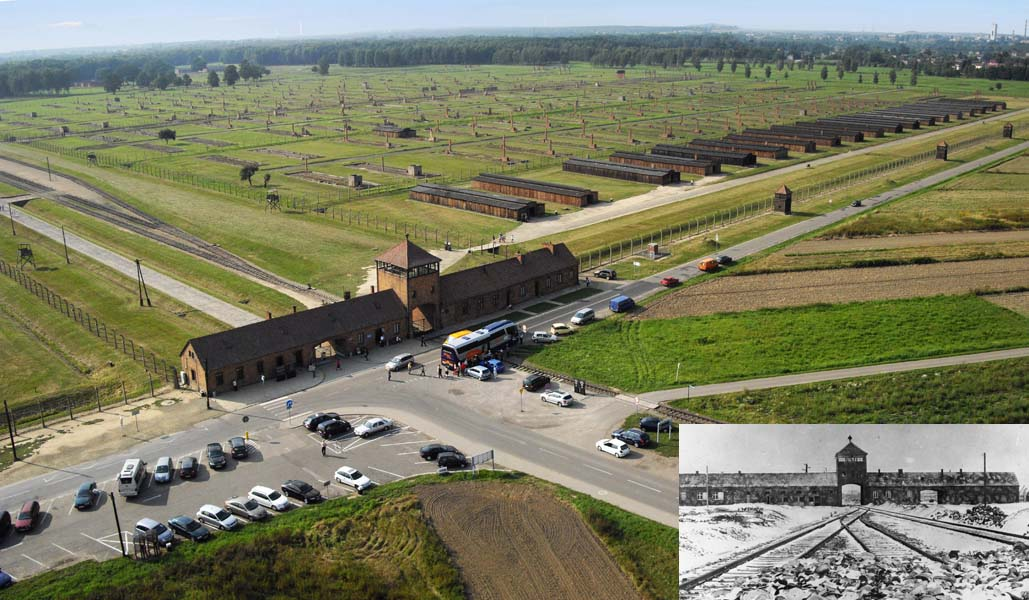
Veduta aerea di Auschwitz II - Birkenau. Il blocco 27 è la sede della mostra permanente "Shoah" curata da Yad Vashem

Fu incaricato dello studio, del progetto e della sua realizzazione, l'ente Yad Vashem e il suo staff di studiosi, mentre lo Stato d'Israele avrebbe finanziato l'impresa
Yad Vashem ha affrontato una sfida considerevole», rispondendo a domande come: Quale doveva essere il tema della nuova mostra?, quali elementi esporre?, come concepire soggetto e design in modo che la visita al blocco fosse effettuata nell'arco temporale di massimo 20-30 minuti rendendola interessante anche per le giovani generazioni? Yad Vashem, alla fine, presentò una mostra dal tema: Shoah, incentrata soprattutto sull'eccidio di massa del campo con lo scopo di comunicare concisamente gli aspetti fondamentali della Shoah tramite l'esposizione di manufatti e disegni originali di migliaia di bambini che giunsero al campo. Una mostra che doveva dimostrare che Auschwitz era stato solo un ingranaggio, senza dubbio il più importante, di una più grande macchina distruttiva quale era la Shoah. Una mostra quindi, che sollecitasse le coscienze, senza curare più di tanto gli aspetti storici veri e propri, visto che «da dentro la mostra [chiunque poteva] guardare fuori dalle finestre, e [vedere] ciò che restava della vera Auschwitz». Yad Vashem chiese la collaborazione di storici, filosofi, artisti e designer per realizzare l'intero percorso espositivo costituendo anche un comitato internazionale come sovrintendente «composto principalmente da storici e sopravvissuti all'Olocausto e diretto dal prof. Elie Wiesel». La nuova mostra è molto diversa dalla precedente focalizzando l'attenzione sull'essere umano e dando risalto agli aspetti etici-culturali, più che agli aspetti storici della Shoah, come è invece pensata la mostra del Museo storico di Yad Vashem a Gerusalemme. Lo scopo principale, infatti, è quello di «risvegliare nel visitatore una profonda, significativa e riflessiva esperienza per quanto riguarda la nostra moralità fondamentale di esseri umani e di membri della civiltà globale di oggi.» Nel percorso espositivo vengono utilizzate anche «moderni metodi di presentazioni visuali, che mostrano [...] la vita degli ebrei prima della guerra, l'ideologia dei nazisti [...] e lo sterminio degli ebrei [...] sul territorio dell'Europa occupata dal nazismo. È dotata anche di una sala dedicata agli 1,5 milioni di bambini ebrei uccisi nella Shoah e di un'altra sala con il libro dei nomi, un elenco di tutti i cognomi delle vittime dell'olocausto, l'identico elenco stilato e conservato proprio da Yad Vashem.»
Aperta il 13 giugno 2013, al blocco 27 di Auschwitz 1, la mostra è stata inaugurata alla presenza del primo ministro Benjamin Netanyahu e di decine di autorità ed esponenti politici e del mondo della cultura di diverse nazioni fra cui anche diversi amministratori di Yad Vashem.

## Google per Yad Vashem
Il 26 gennaio 2011 in occasione del Giorno della Memoria, Yad Vashem e Google annunciano una partnership su un progetto di straordinarie proporzioni, ideato dopo una visita fatta tre anni prima, nel 2008, da Jonathan Rosenberg, CEO di Google. Dieci mesi dopo, il 27 novembre 2011, Yad Vashem e la filiale israeliana di Google decidono di attuare quell'annunciato partenariato: Digitalizzare tutte le fotografie e i documenti riguardanti il genocidio della Shoah, che permetterà a tutte le persone di ogni nazione nel mondo di accedere tramite la rete, alla più grande raccolta di fonti storiche del genocidio.

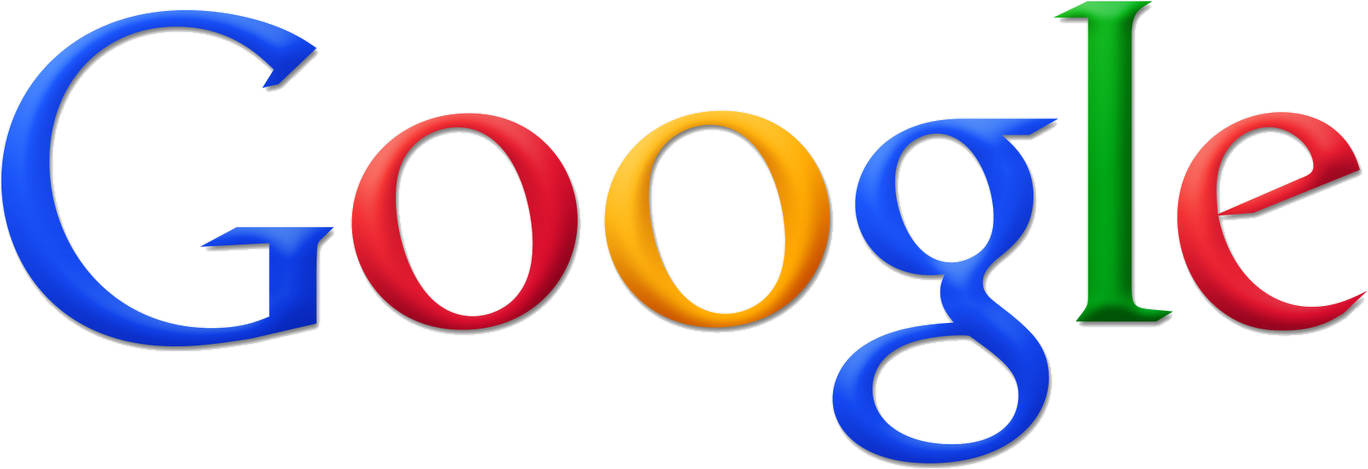
Il logo di Google dal 2010 al 2013. Il 26 gennaio 2011 Yad Vashem e Google filiale di Israele annunciano la loro partnership

La risorsa permette a coloro che vi accederanno, di trovare foto e documenti di loro parenti, amici e conoscenti, di informarsi sulle vittime del genocidio della propria nazione e città, avendo la possibilità di condividere le proprie storie personali. Il materiale sarà inoltre di grande utilità per le ricerche di studiosi dell'Olocausto e di tutti coloro che vorranno essere informati sul genocidio. Un altro utile scopo della risorsa è quello di avere la possibilità di collaborare, ampliando con le proprie esperienze, conoscenze e segnalazioni, l'archivio centrale del Museo.
Nel 2011, 130.000 foto ad alta risoluzione dell'archivio centrale del Museo potevano già essere visualizzate; un inizio di un lavoro lungo e laborioso anche per le molte difficoltà tecniche dovute al riconoscimento ottico dei caratteri (OCR), per cui Google ha usato tecnologie sperimentali concentrandosi «sulla ricerca di modi nuovi e innovativi per rendere l'enorme quantità di dati [...] accessibili e ricercabili a un pubblico globale». Il presidente dello Yad Vashem, Avner Shalev, definì Google «un partner fondamentale [...], che ci ha aiutato a raggiungere un pubblico nuovo, compresi i giovani di tutto il mondo, consentendo loro di essere attivi nella discussione sull'Olocausto.»
Nella partnership è rientrata anche la piattaforma web YouTube, di proprietà di Google dall'ottobre del 2006. Google ha concesso a Yad Vashem un canale preferenziale e dedicato di YouTube, visibile su www.youtube.com/yadvashem. Yad Vashem ha caricato sulla piattaforma i video dei percorsi del Museo Storico, di altri importanti siti dell'ente, le testimonianze più significative dei sopravvissuti alla Shoah e le visite dei più importanti personaggi politici e religiosi che fino ad oggi hanno visitato il Memoriale più importante del mondo dedicato alla Shoah.

## Le personalità che lo hanno visitato

### Regnanti
- Beatrice dei Paesi Bassi e principe consorte Claus van Amsberg (1995)[189]
- Federico di Danimarca (2013)[190]
- William, duca di Cambridge (2018)[191]

### Presidenti
- François Tombalbaye (1965)[192]
- Luis Echeverría (1975)[193]
- Anwar al-Sadat (1977)[194]
- Richard von Weizsäcker (1985)[195]
- Bill Clinton (1994)[196]
- Emil Constantinescu (2000)[197]
- Stjepan Mesić (2001)[198]
- Horst Köhler (2005)[199]
- Vladimir Putin (2005)[200]
- Lech Kaczyński (2006)[201]
- Giorgio Napolitano (2008)[202]
- George W. Bush (2008)[203]
- Nicolas Sarkozy (2008)[204]
- Christian Wulff (2010)[205]
- Ivo Josipović (2012)[206]
- Barack Obama (2013)[207]
- Tomislav Nikolić (2013)[208]
- Nikos Anastasiadīs (2013)[209]
- Juan Manuel Santos (2013)[210]
- Miloš Zeman (2013)[211]
- Goodluck Jonathan (2013)[212]
- Bronisław Komorowski (2013)[213]
- Otto Pérez Molina (2013)[214]
- Mahinda Rajapaksa (2014)[215]
- Traian Băsescu (2014)[216]
- Ollanta Humala (2014)[217]
- Petro Poroshenko (2015)[218]
- Kolinda Grabar-Kitarović (2015)[219]
- Klaus Iohannis (2016)[220]
- Uhuru Kenyatta (2016)[221]
- Sergio Mattarella (2016)[222][223]
- Andrzej Duda (2017)[224]
- Frank-Walter Steinmeier (2017)[225]
- Donald Trump (2017)[226]
- Rumen Radev (2018)[227]
- Rodrigo Duterte (2018)[228]
- Frank-Walter Steinmeier (2021)[229]

### Primi Ministri, capi e importanti personaggi di Governo
- Tage Erlander (1962)[230]
- Dawda Jawara (1966)[231]
- Margaret Thatcher (1986)[232]
- Bob Hawke (1987)[233]
- John Major (1990–97)[234]
- Costantino Mitsotakis (1992)[235]
- Sergej Tereščenko (1992)[236]
- Adolfas Šleževičius (1993)[237]
- Ivo Sanader (2005)[238]
- Angela Merkel (2006)[239]
- Mario Monti (2012)[240]
- Bidzina Ivanishvili (2013)[241]
- Enrico Letta (2013)[242]
- Antōnīs Samaras (2013)[243]
- Mark Rutte (2013)[244]
- Stephen Harper (2014)[245]
- Bohuslav Sobotka (2014)[246]
- Matteo Renzi (2015)[247]
- Edi Rama (2015)[248]
- Alexīs Tsipras (2015)[249]
- Andrej Plenković (2017)[250]
- Malcolm Turnbull (2017)[251]
- Ignazio La Russa (2023)[252]

### Personaggi religiosi[253]
- Papa Giovanni Paolo II (2000)[254]
- Papa Benedetto XVI (2009)[255]
- Arcivescovo di Canterbury Justin Welby (2013)[256]
- Papa Francesco (2014)[257]

### Organizzazioni internazionali
- Organizzazione delle Nazioni Unite, Kurt Waldheim (1973)[258]
- Organizzazione delle Nazioni Unite, Ban Ki-moon (2007)[259]

## Galleria d'immagini

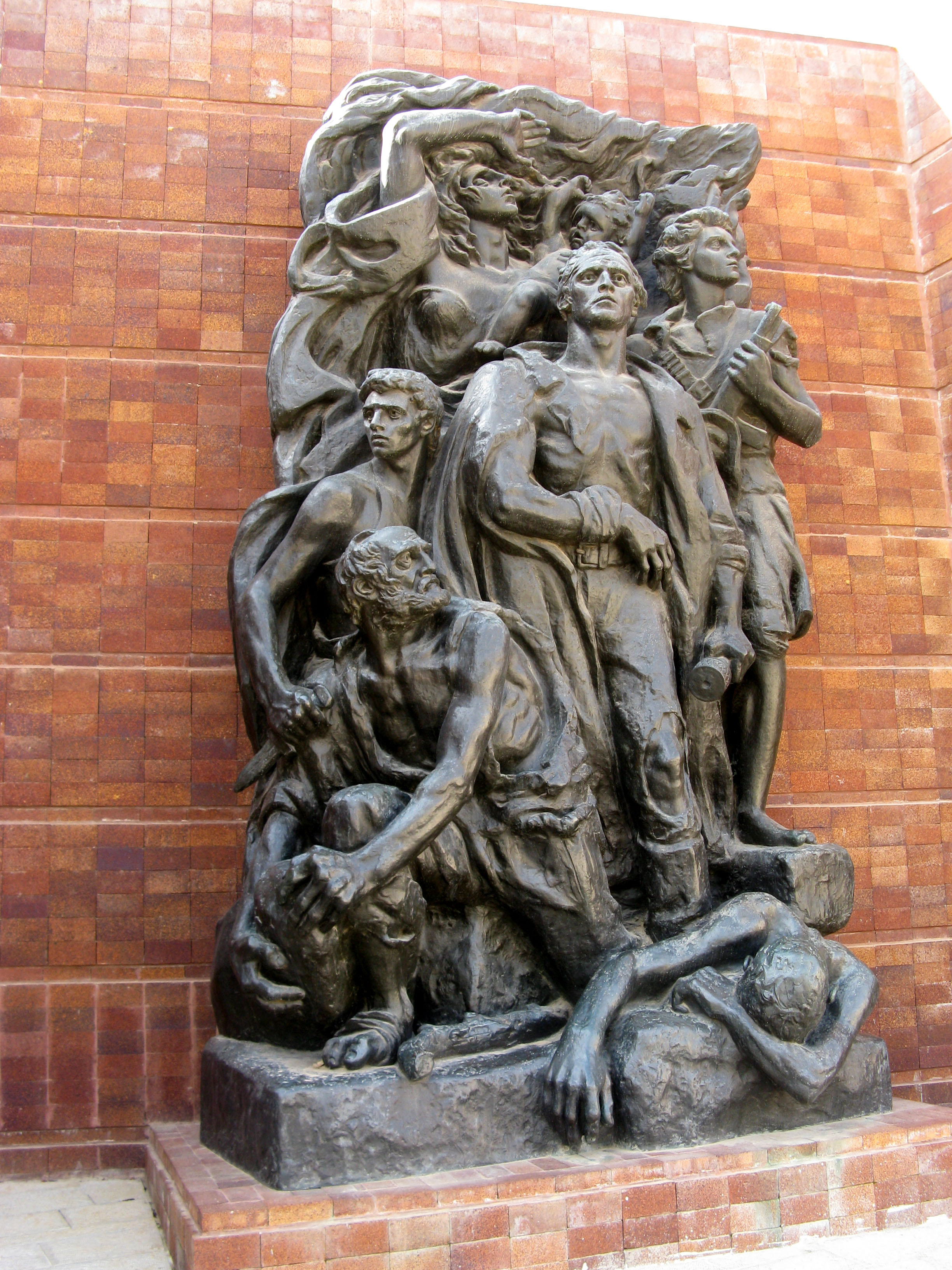
La prima scultura del Muro della Memoria, di Nathan Rapaport, sita nella Piazza del Ghetto di Varsavia di Yad Vashem. è dedicata alla resistenza armata del Ghetto. In primo piano l'eroe del Ghetto di Varsavia: Mordechaj Anielewicz
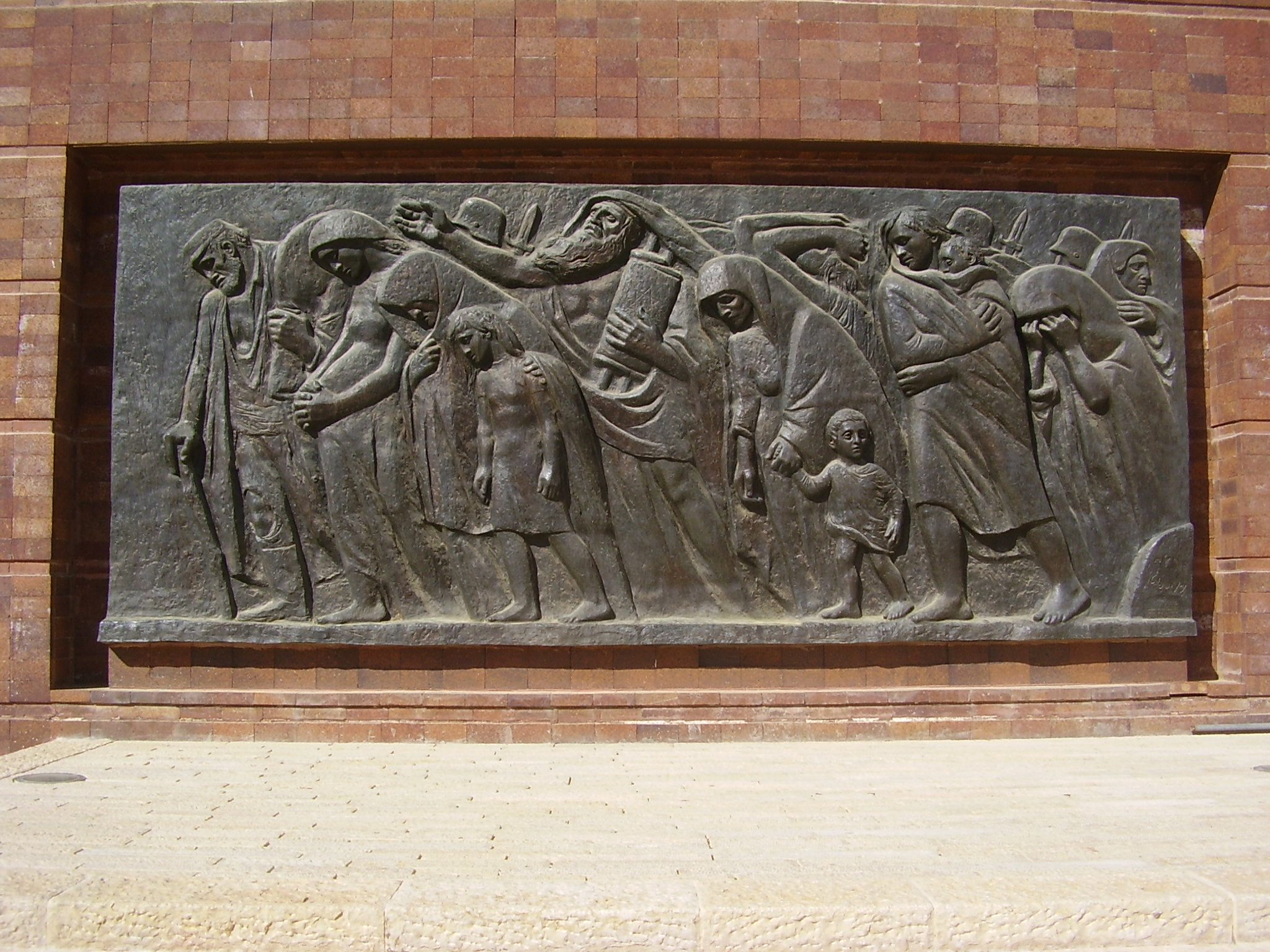
La seconda scultura del Muro della Memoria, di Nathan Rapaport, nella Piazza del Ghetto di Varsavia di Yad Vashem. Dedicata alle marce della morte è intitolata "L'ultima marcia"
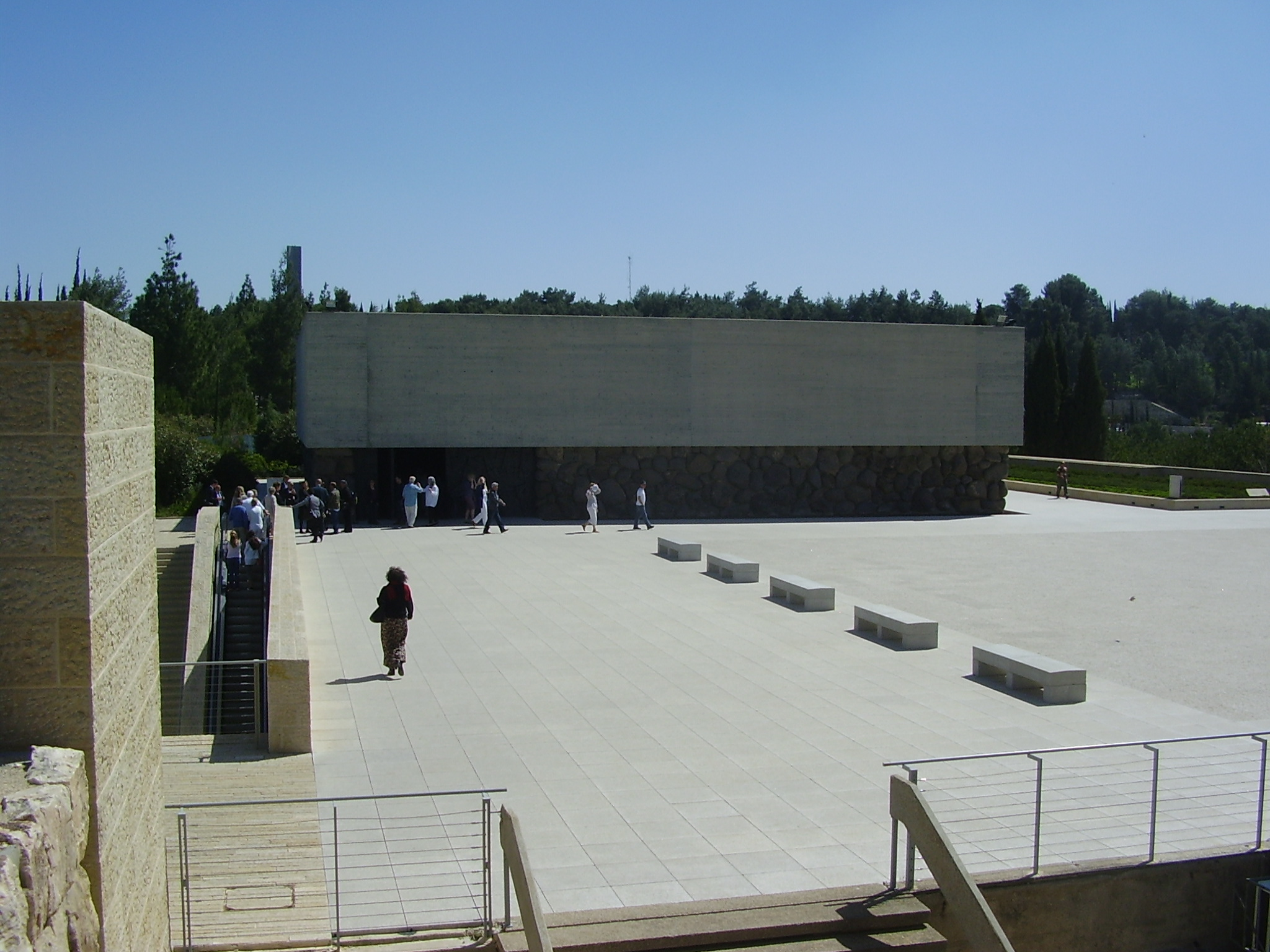
Veduta esterna della Sala della Memoria, il luogo più simbolico di tutto il Memoriale
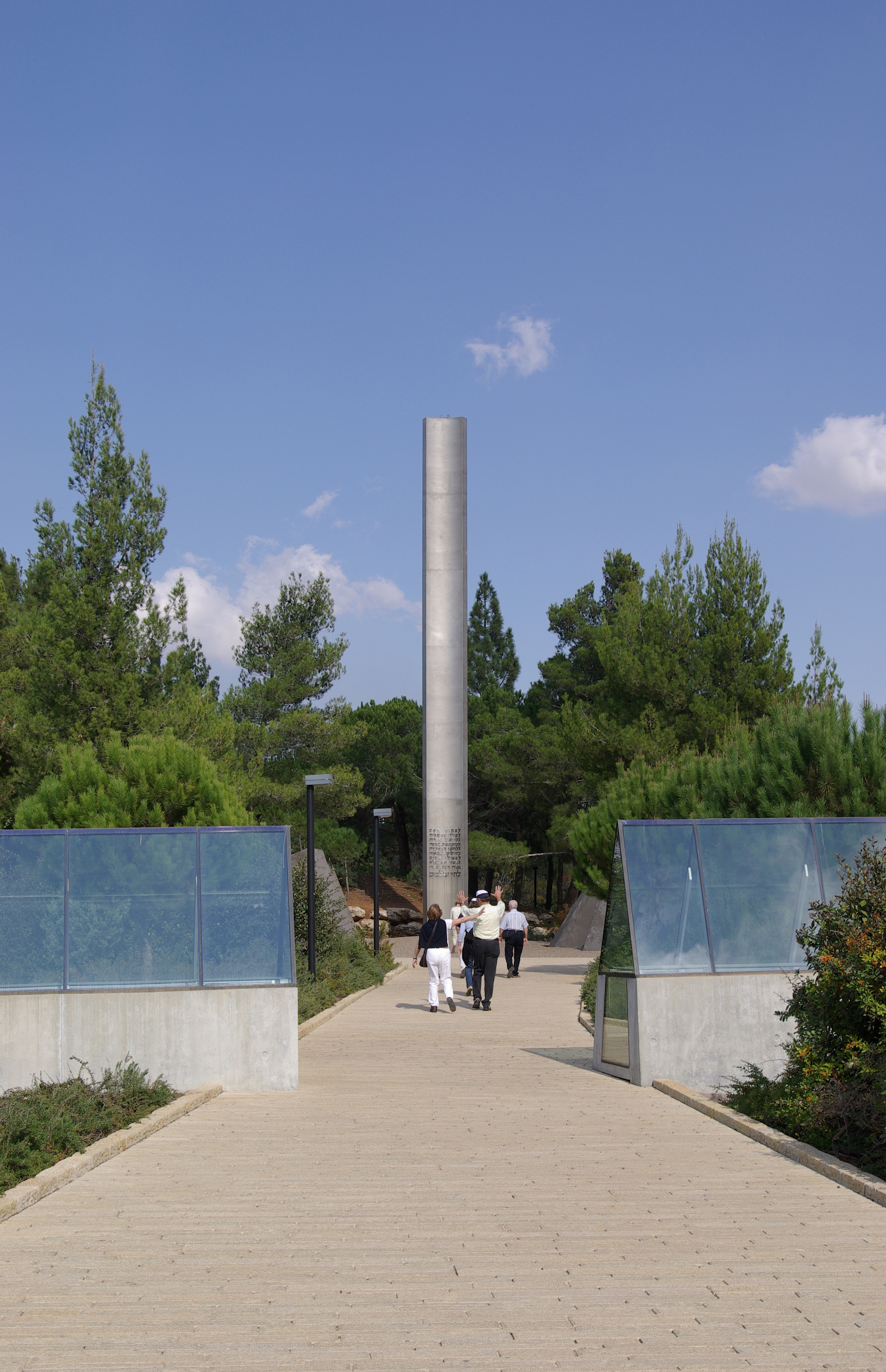
Monumento degli eroi
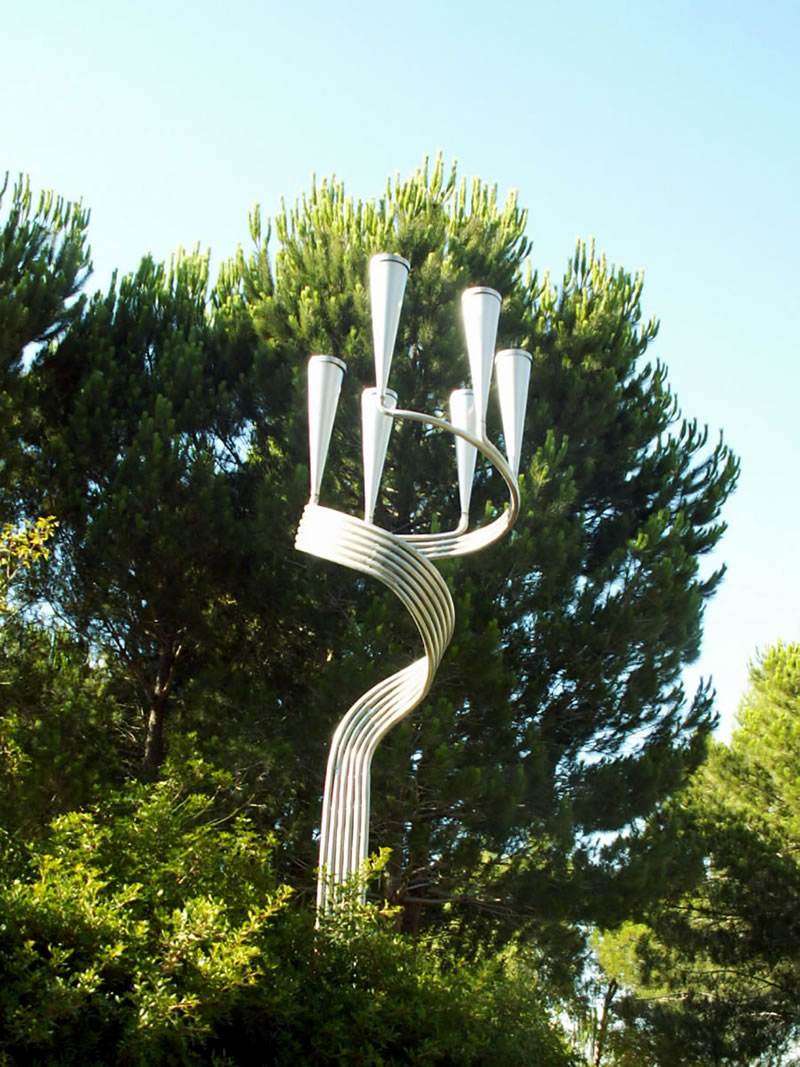
Candelabro monumentale
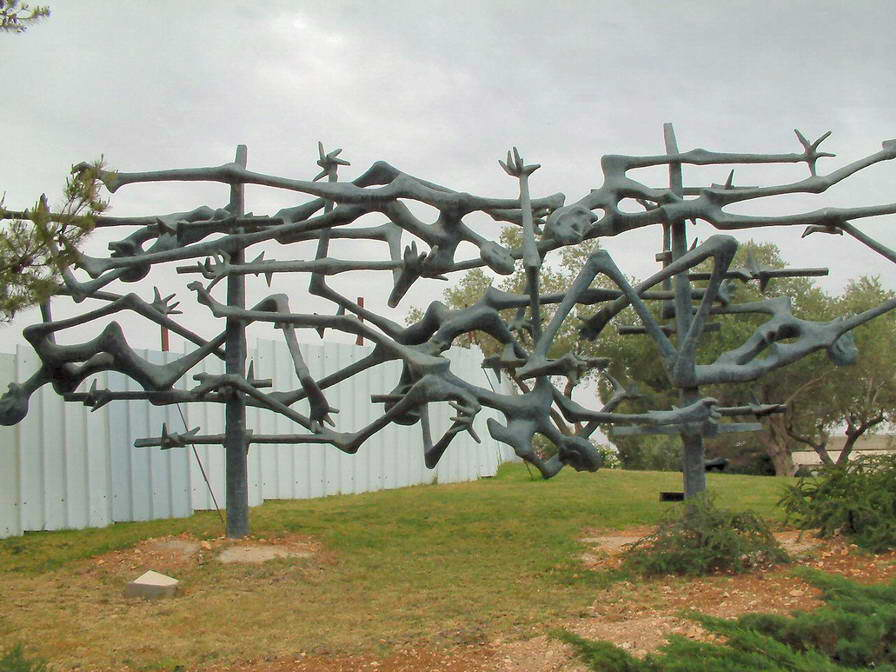
Monumento Memoriale con figure umane
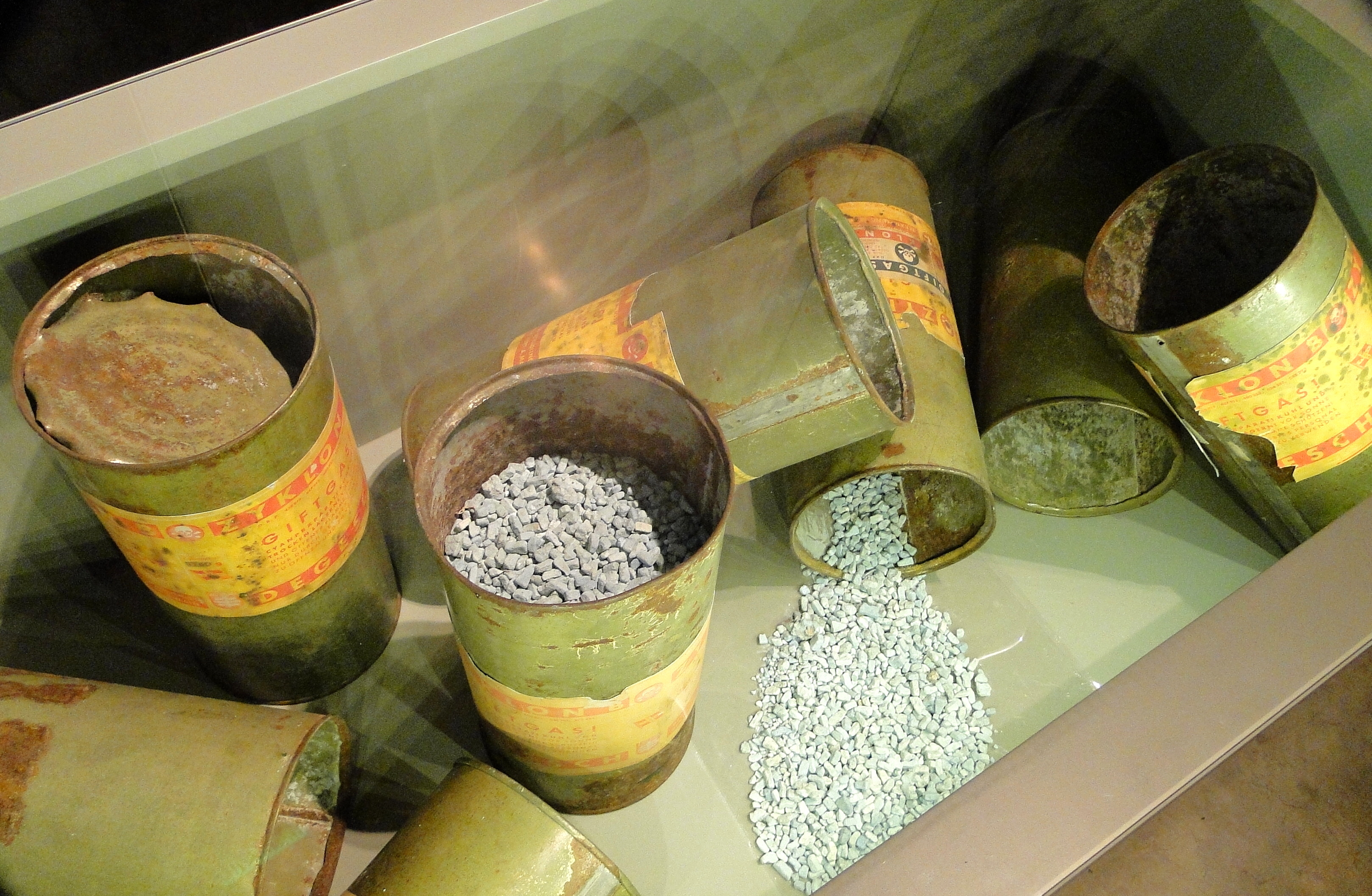
Ziklon B in mostra al museo storico